# Liste des communes du Calvados
Pour les autres listes de communes françaises, voir Listes des communes de France.
| - Le Calvados en France métropolitaine. - Carte des communes du Calvados. |

Cette page liste les 526 communes du département français du Calvados au 1er janvier 2025.

## Historique
- Le 1er janvier 2017, les communes de Troarn et Sannerville deviennent déléguées au sein de la commune nouvelle de Saline[1]. Cette dernière sera séparée le 1er janvier 2020, les communes de Troarn et Sannerville retrouvent leurs noms initiaux.
- Le 1er janvier 2025 à la suite de la création des communes nouvelles de Saint-Martin-de-May et de Victot-en-Auge, le nombre de communes du département passe de 528 à 526.

## Liste des communes
Le tableau suivant donne la liste des communes au 1er janvier 2025, en précisant leur code Insee, leur code postal principal, leur arrondissement, leur canton, leur intercommunalité, leur superficie, leur population et leur densité, d'après les chiffres de l'Insee issus du recensement 2022,.
| Nom                                       | Code Insee | Code postal             | Arrondissement | Canton                               | Intercommunalité                  | Superficie (km2) | Population (dernière pop. légale) | Densité (hab./km2) | Modifier                                    |
| ----------------------------------------- | ---------- | ----------------------- | -------------- | ------------------------------------ | --------------------------------- | ---------------- | --------------------------------- | ------------------ | ------------------------------------------- |
| Caen (préfecture)                         | 14118      | 14000                   | Caen           | Caen-1 Caen-2 Caen-3 Caen-4 Caen-5   | CU Caen la Mer                    | 25,70            | 108 398 (2022)                    | 4 218              | modifier les données · modifier les données |
| Ablon                                     | 14001      | 14600                   | Lisieux        | Honfleur-Deauville                   | CC du Pays de Honfleur-Beuzeville | 12,00            | 1 177 (2022)                      | 98                 | modifier les données · modifier les données |
| Agy                                       | 14003      | 14400                   | Bayeux         | Bayeux                               | CC de Bayeux Intercom             | 4,21             | 317 (2022)                        | 75                 | modifier les données · modifier les données |
| Amayé-sur-Orne                            | 14006      | 14210                   | Caen           | Évrecy                               | CC Vallées de l'Orne et de l'Odon | 5,29             | 1 070 (2022)                      | 202                | modifier les données · modifier les données |
| Amayé-sur-Seulles                         | 14007      | 14310                   | Vire           | Les Monts d'Aunay                    | CC Pré-Bocage Intercom            | 5,62             | 211 (2022)                        | 38                 | modifier les données · modifier les données |
| Amfreville                                | 14009      | 14860                   | Lisieux        | Cabourg                              | CC Normandie-Cabourg-Pays d'Auge  | 6,06             | 1 373 (2022)                      | 227                | modifier les données · modifier les données |
| Angerville                                | 14012      | 14430                   | Lisieux        | Cabourg                              | CC Normandie-Cabourg-Pays d'Auge  | 3,91             | 191 (2022)                        | 49                 | modifier les données · modifier les données |
| Anisy                                     | 14015      | 14610                   | Caen           | Courseulles-sur-Mer                  | CC Cœur de Nacre                  | 4,19             | 796 (2022)                        | 190                | modifier les données · modifier les données |
| Annebault                                 | 14016      | 14430                   | Lisieux        | Cabourg                              | CC Terre d'Auge                   | 5,54             | 502 (2022)                        | 91                 | modifier les données · modifier les données |
| Arganchy                                  | 14019      | 14400                   | Bayeux         | Bayeux                               | CC de Bayeux Intercom             | 7,07             | 216 (2022)                        | 31                 | modifier les données · modifier les données |
| Argences                                  | 14020      | 14370                   | Caen           | Troarn                               | CC Val ès dunes                   | 9,76             | 3 940 (2022)                      | 404                | modifier les données · modifier les données |
| Arromanches-les-Bains                     | 14021      | 14117                   | Bayeux         | Courseulles-sur-Mer                  | CC de Bayeux Intercom             | 1,37             | 431 (2022)                        | 315                | modifier les données · modifier les données |
| Asnelles                                  | 14022      | 14960                   | Bayeux         | Courseulles-sur-Mer                  | CC Seulles Terre et Mer           | 2,52             | 641 (2022)                        | 254                | modifier les données · modifier les données |
| Asnières-en-Bessin                        | 14023      | 14710                   | Bayeux         | Trévières                            | CC Isigny-Omaha Intercom          | 4,61             | 71 (2022)                         | 15                 | modifier les données · modifier les données |
| Auberville                                | 14024      | 14640                   | Lisieux        | Cabourg                              | CC Normandie-Cabourg-Pays d'Auge  | 2,62             | 603 (2022)                        | 230                | modifier les données · modifier les données |
| Aubigny                                   | 14025      | 14700                   | Caen           | Falaise                              | CC du Pays de Falaise             | 5,02             | 299 (2022)                        | 60                 | modifier les données · modifier les données |
| Audrieu                                   | 14026      | 14250                   | Bayeux         | Thue et Mue                          | CC Seulles Terre et Mer           | 11,31            | 1 156 (2022)                      | 102                | modifier les données · modifier les données |
| Aure sur Mer                              | 14591      | 14520 14710             | Bayeux         | Trévières                            | CC Isigny-Omaha Intercom          | 10,55            | 697 (2022)                        | 66                 | modifier les données · modifier les données |
| Aurseulles                                | 14581      | 14240 14250             | Vire           | Les Monts d'Aunay                    | CC Pré-Bocage Intercom            | 46,00            | 1 908 (2022)                      | 41                 | modifier les données · modifier les données |
| Authie                                    | 14030      | 14280                   | Caen           | Caen-2                               | CU Caen la Mer                    | 3,21             | 1 691 (2022)                      | 527                | modifier les données · modifier les données |
| Les Authieux-sur-Calonne                  | 14032      | 14130                   | Lisieux        | Pont-l'Évêque                        | CC Terre d'Auge                   | 10,20            | 276 (2022)                        | 27                 | modifier les données · modifier les données |
| Auvillars                                 | 14033      | 14340                   | Lisieux        | Mézidon Vallée d'Auge                | CC Terre d'Auge                   | 11,62            | 224 (2022)                        | 19                 | modifier les données · modifier les données |
| Avenay                                    | 14034      | 14210                   | Caen           | Évrecy                               | CC Vallées de l'Orne et de l'Odon | 5,62             | 561 (2022)                        | 100                | modifier les données · modifier les données |
| Balleroy-sur-Drôme                        | 14035      | 14490                   | Bayeux         | Trévières                            | CC Isigny-Omaha Intercom          | 11,77            | 1 317 (2022)                      | 112                | modifier les données · modifier les données |
| Banneville-la-Campagne                    | 14036      | 14940                   | Caen           | Troarn                               | CC Val ès dunes                   | 6,44             | 188 (2022)                        | 29                 | modifier les données · modifier les données |
| Banville                                  | 14038      | 14480                   | Bayeux         | Courseulles-sur-Mer                  | CC Seulles Terre et Mer           | 4,68             | 802 (2022)                        | 171                | modifier les données · modifier les données |
| Barbery                                   | 14039      | 14220                   | Caen           | Le Hom                               | CC Cingal-Suisse Normande         | 8,60             | 758 (2022)                        | 88                 | modifier les données · modifier les données |
| Barbeville                                | 14040      | 14400                   | Bayeux         | Bayeux                               | CC de Bayeux Intercom             | 3,47             | 228 (2022)                        | 66                 | modifier les données · modifier les données |
| Barneville-la-Bertran                     | 14041      | 14600                   | Lisieux        | Honfleur-Deauville                   | CC du Pays de Honfleur-Beuzeville | 4,18             | 121 (2022)                        | 29                 | modifier les données · modifier les données |
| Baron-sur-Odon                            | 14042      | 14210                   | Caen           | Évrecy                               | CC Vallées de l'Orne et de l'Odon | 6,43             | 1 104 (2022)                      | 172                | modifier les données · modifier les données |
| Barou-en-Auge                             | 14043      | 14620                   | Caen           | Falaise                              | CC du Pays de Falaise             | 8,35             | 64 (2022)                         | 7,7                | modifier les données · modifier les données |
| Basly                                     | 14044      | 14610                   | Caen           | Courseulles-sur-Mer                  | CC Cœur de Nacre                  | 3,92             | 1 043 (2022)                      | 266                | modifier les données · modifier les données |
| Basseneville                              | 14045      | 14670                   | Lisieux        | Cabourg                              | CC Normandie-Cabourg-Pays d'Auge  | 10,59            | 249 (2022)                        | 24                 | modifier les données · modifier les données |
| Bavent                                    | 14046      | 14860                   | Lisieux        | Cabourg                              | CC Normandie-Cabourg-Pays d'Auge  | 18,45            | 1 912 (2022)                      | 104                | modifier les données · modifier les données |
| Bayeux                                    | 14047      | 14400                   | Bayeux         | Bayeux                               | CC de Bayeux Intercom             | 7,10             | 12 754 (2022)                     | 1 796              | modifier les données · modifier les données |
| Bazenville                                | 14049      | 14480                   | Bayeux         | Courseulles-sur-Mer                  | CC Seulles Terre et Mer           | 4,07             | 144 (2022)                        | 35                 | modifier les données · modifier les données |
| La Bazoque                                | 14050      | 14490                   | Bayeux         | Trévières                            | CC Isigny-Omaha Intercom          | 10,14            | 195 (2022)                        | 19                 | modifier les données · modifier les données |
| Beaufour-Druval                           | 14231      | 14340                   | Lisieux        | Mézidon Vallée d'Auge                | CC Normandie-Cabourg-Pays d'Auge  | 11,34            | 444 (2022)                        | 39                 | modifier les données · modifier les données |
| Beaumais                                  | 14053      | 14620                   | Caen           | Falaise                              | CC du Pays de Falaise             | 10,73            | 167 (2022)                        | 16                 | modifier les données · modifier les données |
| Beaumesnil                                | 14054      | 14380                   | Vire           | Vire Normandie                       | CC Intercom de la Vire au Noireau | 4,99             | 207 (2022)                        | 41                 | modifier les données · modifier les données |
| Beaumont-en-Auge                          | 14055      | 14950                   | Lisieux        | Pont-l'Évêque                        | CC Terre d'Auge                   | 7,98             | 387 (2022)                        | 48                 | modifier les données · modifier les données |
| Belle Vie en Auge                         | 14527      | 14270 14340             | Lisieux        | Mézidon Vallée d'Auge                | CA Lisieux Normandie              | 23,57            | 545 (2022)                        | 23                 | modifier les données · modifier les données |
| Bellengreville                            | 14057      | 14370                   | Caen           | Troarn                               | CC Val ès dunes                   | 10,15            | 1 474 (2022)                      | 145                | modifier les données · modifier les données |
| Benerville-sur-Mer                        | 14059      | 14910                   | Lisieux        | Pont-l'Évêque                        | CC Cœur Côte Fleurie              | 3,03             | 389 (2022)                        | 128                | modifier les données · modifier les données |
| Bénouville                                | 14060      | 14970                   | Caen           | Ouistreham                           | CU Caen la Mer                    | 5,28             | 2 001 (2022)                      | 379                | modifier les données · modifier les données |
| Bény-sur-Mer                              | 14062      | 14440                   | Bayeux         | Thue et Mue                          | CC Seulles Terre et Mer           | 6,65             | 455 (2022)                        | 68                 | modifier les données · modifier les données |
| Bernesq                                   | 14063      | 14710                   | Bayeux         | Trévières                            | CC Isigny-Omaha Intercom          | 5,90             | 211 (2022)                        | 36                 | modifier les données · modifier les données |
| Bernières-d'Ailly                         | 14064      | 14170                   | Caen           | Falaise                              | CC du Pays de Falaise             | 9,39             | 212 (2022)                        | 23                 | modifier les données · modifier les données |
| Bernières-sur-Mer                         | 14066      | 14990                   | Caen           | Courseulles-sur-Mer                  | CC Cœur de Nacre                  | 7,66             | 2 446 (2022)                      | 319                | modifier les données · modifier les données |
| Beuvillers                                | 14069      | 14100                   | Lisieux        | Lisieux                              | CA Lisieux Normandie              | 4,92             | 1 301 (2022)                      | 264                | modifier les données · modifier les données |
| Beuvron-en-Auge                           | 14070      | 14430                   | Lisieux        | Mézidon Vallée d'Auge                | CC Normandie-Cabourg-Pays d'Auge  | 9,68             | 201 (2022)                        | 21                 | modifier les données · modifier les données |
| Biéville-Beuville                         | 14068      | 14112                   | Caen           | Ouistreham                           | CU Caen la Mer                    | 11,15            | 3 855 (2022)                      | 346                | modifier les données · modifier les données |
| Blainville-sur-Orne                       | 14076      | 14550                   | Caen           | Ouistreham                           | CU Caen la Mer                    | 7,11             | 5 991 (2022)                      | 843                | modifier les données · modifier les données |
| Blangy-le-Château                         | 14077      | 14130                   | Lisieux        | Pont-l'Évêque                        | CC Terre d'Auge                   | 10,62            | 781 (2022)                        | 74                 | modifier les données · modifier les données |
| Blay                                      | 14078      | 14400                   | Bayeux         | Trévières                            | CC Isigny-Omaha Intercom          | 7,14             | 358 (2022)                        | 50                 | modifier les données · modifier les données |
| Blonville-sur-Mer                         | 14079      | 14910                   | Lisieux        | Pont-l'Évêque                        | CC Cœur Côte Fleurie              | 6,80             | 1 585 (2022)                      | 233                | modifier les données · modifier les données |
| Le Bô                                     | 14080      | 14690                   | Caen           | Le Hom                               | CC Cingal-Suisse Normande         | 3,90             | 126 (2022)                        | 32                 | modifier les données · modifier les données |
| La Boissière                              | 14082      | 14340                   | Lisieux        | Mézidon Vallée d'Auge                | CA Lisieux Normandie              | 2,02             | 188 (2022)                        | 93                 | modifier les données · modifier les données |
| Bonnebosq                                 | 14083      | 14340                   | Lisieux        | Mézidon Vallée d'Auge                | CC Terre d'Auge                   | 12,17            | 659 (2022)                        | 54                 | modifier les données · modifier les données |
| Bonnemaison                               | 14084      | 14260                   | Vire           | Les Monts d'Aunay                    | CC Pré-Bocage Intercom            | 8,40             | 401 (2022)                        | 48                 | modifier les données · modifier les données |
| Bonneville-la-Louvet                      | 14085      | 14130                   | Lisieux        | Pont-l'Évêque                        | CC Terre d'Auge                   | 20,75            | 822 (2022)                        | 40                 | modifier les données · modifier les données |
| Bonneville-sur-Touques                    | 14086      | 14800                   | Lisieux        | Pont-l'Évêque                        | CC Terre d'Auge                   | 6,63             | 323 (2022)                        | 49                 | modifier les données · modifier les données |
| Bonnœil                                   | 14087      | 14700                   | Caen           | Falaise                              | CC du Pays de Falaise             | 7,19             | 123 (2022)                        | 17                 | modifier les données · modifier les données |
| Bons-Tassilly                             | 14088      | 14420                   | Caen           | Falaise                              | CC du Pays de Falaise             | 9,38             | 392 (2022)                        | 42                 | modifier les données · modifier les données |
| Bougy                                     | 14089      | 14210                   | Caen           | Évrecy                               | CC Vallées de l'Orne et de l'Odon | 3,03             | 381 (2022)                        | 126                | modifier les données · modifier les données |
| Boulon                                    | 14090      | 14220                   | Caen           | Le Hom                               | CC Cingal-Suisse Normande         | 14,96            | 816 (2022)                        | 55                 | modifier les données · modifier les données |
| Bourgeauville                             | 14091      | 14430                   | Lisieux        | Cabourg                              | CC Terre d'Auge                   | 6,15             | 101 (2022)                        | 16                 | modifier les données · modifier les données |
| Bourguébus                                | 14092      | 14540                   | Caen           | Évrecy                               | CU Caen la Mer                    | 5,52             | 2 561 (2022)                      | 464                | modifier les données · modifier les données |
| Branville                                 | 14093      | 14430                   | Lisieux        | Cabourg                              | CC Terre d'Auge                   | 6,39             | 225 (2022)                        | 35                 | modifier les données · modifier les données |
| Brémoy                                    | 14096      | 14260                   | Vire           | Les Monts d'Aunay                    | CC Pré-Bocage Intercom            | 12,50            | 257 (2022)                        | 21                 | modifier les données · modifier les données |
| Bretteville-le-Rabet                      | 14097      | 14190                   | Caen           | Le Hom                               | CC Cingal-Suisse Normande         | 4,53             | 297 (2022)                        | 66                 | modifier les données · modifier les données |
| Bretteville-sur-Laize                     | 14100      | 14680                   | Caen           | Le Hom                               | CC Cingal-Suisse Normande         | 9,68             | 1 911 (2022)                      | 197                | modifier les données · modifier les données |
| Bretteville-sur-Odon                      | 14101      | 14760                   | Caen           | Caen-1                               | CU Caen la Mer                    | 6,46             | 4 392 (2022)                      | 680                | modifier les données · modifier les données |
| Le Breuil-en-Auge                         | 14102      | 14130                   | Lisieux        | Pont-l'Évêque                        | CC Terre d'Auge                   | 9,39             | 959 (2022)                        | 102                | modifier les données · modifier les données |
| Le Breuil-en-Bessin                       | 14103      | 14330                   | Bayeux         | Trévières                            | CC Isigny-Omaha Intercom          | 4,37             | 411 (2022)                        | 94                 | modifier les données · modifier les données |
| Le Brévedent                              | 14104      | 14130                   | Lisieux        | Pont-l'Évêque                        | CC Terre d'Auge                   | 4,43             | 203 (2022)                        | 46                 | modifier les données · modifier les données |
| Bréville-les-Monts                        | 14106      | 14860                   | Lisieux        | Cabourg                              | CC Normandie-Cabourg-Pays d'Auge  | 4,75             | 651 (2022)                        | 137                | modifier les données · modifier les données |
| Bricqueville                              | 14107      | 14710                   | Bayeux         | Trévières                            | CC Isigny-Omaha Intercom          | 6,70             | 153 (2022)                        | 23                 | modifier les données · modifier les données |
| Brucourt                                  | 14110      | 14160                   | Lisieux        | Cabourg                              | CC Normandie-Cabourg-Pays d'Auge  | 6,60             | 128 (2022)                        | 19                 | modifier les données · modifier les données |
| Le Bû-sur-Rouvres                         | 14116      | 14190                   | Caen           | Le Hom                               | CC Cingal-Suisse Normande         | 2,83             | 118 (2022)                        | 42                 | modifier les données · modifier les données |
| Bucéels                                   | 14111      | 14250                   | Bayeux         | Thue et Mue                          | CC Seulles Terre et Mer           | 4,84             | 450 (2022)                        | 93                 | modifier les données · modifier les données |
| Cabourg                                   | 14117      | 14390                   | Lisieux        | Cabourg                              | CC Normandie-Cabourg-Pays d'Auge  | 5,52             | 3 654 (2022)                      | 662                | modifier les données · modifier les données |
| Cagny                                     | 14119      | 14630                   | Caen           | Troarn                               | CC Val ès dunes                   | 8,46             | 2 075 (2022)                      | 245                | modifier les données · modifier les données |
| Cahagnes                                  | 14120      | 14240                   | Vire           | Les Monts d'Aunay                    | CC Pré-Bocage Intercom            | 24,35            | 1 408 (2022)                      | 58                 | modifier les données · modifier les données |
| Cahagnolles                               | 14121      | 14490                   | Bayeux         | Trévières                            | CC Isigny-Omaha Intercom          | 7,17             | 253 (2022)                        | 35                 | modifier les données · modifier les données |
| La Caine                                  | 14122      | 14210                   | Caen           | Évrecy                               | CC Vallées de l'Orne et de l'Odon | 2,41             | 160 (2022)                        | 66                 | modifier les données · modifier les données |
| Cairon                                    | 14123      | 14610                   | Caen           | Thue et Mue                          | CU Caen la Mer                    | 5,91             | 2 044 (2022)                      | 346                | modifier les données · modifier les données |
| La Cambe                                  | 14124      | 14230                   | Bayeux         | Trévières                            | CC Isigny-Omaha Intercom          | 11,17            | 552 (2022)                        | 49                 | modifier les données · modifier les données |
| Cambes-en-Plaine                          | 14125      | 14610                   | Caen           | Ouistreham                           | CU Caen la Mer                    | 3,25             | 1 804 (2022)                      | 555                | modifier les données · modifier les données |
| Cambremer                                 | 14126      | 14340                   | Lisieux        | Mézidon Vallée d'Auge                | CA Lisieux Normandie              | 27,05            | 1 307 (2022)                      | 48                 | modifier les données · modifier les données |
| Campagnolles                              | 14127      | 14500                   | Vire           | Vire Normandie                       | CC Intercom de la Vire au Noireau | 10,06            | 555 (2022)                        | 55                 | modifier les données · modifier les données |
| Campigny                                  | 14130      | 14490                   | Bayeux         | Bayeux                               | CC de Bayeux Intercom             | 5,61             | 185 (2022)                        | 33                 | modifier les données · modifier les données |
| Canapville                                | 14131      | 14800                   | Lisieux        | Pont-l'Évêque                        | CC Terre d'Auge                   | 2,50             | 231 (2022)                        | 92                 | modifier les données · modifier les données |
| Canchy                                    | 14132      | 14230                   | Bayeux         | Trévières                            | CC Isigny-Omaha Intercom          | 5,72             | 202 (2022)                        | 35                 | modifier les données · modifier les données |
| Canteloup                                 | 14134      | 14370                   | Caen           | Troarn                               | CC Val ès dunes                   | 2,32             | 189 (2022)                        | 81                 | modifier les données · modifier les données |
| Carcagny                                  | 14135      | 14740                   | Bayeux         | Thue et Mue                          | CC Seulles Terre et Mer           | 4,15             | 275 (2022)                        | 66                 | modifier les données · modifier les données |
| Cardonville                               | 14136      | 14230                   | Bayeux         | Trévières                            | CC Isigny-Omaha Intercom          | 3,29             | 90 (2022)                         | 27                 | modifier les données · modifier les données |
| Carpiquet                                 | 14137      | 14650                   | Caen           | Caen-2                               | CU Caen la Mer                    | 5,88             | 3 266 (2022)                      | 555                | modifier les données · modifier les données |
| Cartigny-l'Épinay                         | 14138      | 14330                   | Bayeux         | Trévières                            | CC Isigny-Omaha Intercom          | 10,23            | 301 (2022)                        | 29                 | modifier les données · modifier les données |
| Le Castelet                               | 14554      | 14540                   | Caen           | Évrecy                               | CU Caen la Mer                    | 12,55            | 1 829 (2022)                      | 146                | modifier les données · modifier les données |
| Castillon                                 | 14140      | 14490                   | Bayeux         | Trévières                            | CC Isigny-Omaha Intercom          | 11,02            | 368 (2022)                        | 33                 | modifier les données · modifier les données |
| Castillon-en-Auge                         | 14141      | 14140                   | Lisieux        | Mézidon Vallée d'Auge                | CA Lisieux Normandie              | 7,23             | 164 (2022)                        | 23                 | modifier les données · modifier les données |
| Castine-en-Plaine                         | 14538      | 14540                   | Caen           | Évrecy                               | CU Caen la Mer                    | 8,23             | 1 758 (2022)                      | 214                | modifier les données · modifier les données |
| Caumont-sur-Aure                          | 14143      | 14240                   | Vire           | Les Monts d'Aunay                    | CC Pré-Bocage Intercom            | 39,93            | 2 439 (2022)                      | 61                 | modifier les données · modifier les données |
| Cauvicourt                                | 14145      | 14190                   | Caen           | Le Hom                               | CC Cingal-Suisse Normande         | 9,62             | 560 (2022)                        | 58                 | modifier les données · modifier les données |
| Cauville                                  | 14146      | 14770                   | Caen           | Le Hom                               | CC Cingal-Suisse Normande         | 5,76             | 170 (2022)                        | 30                 | modifier les données · modifier les données |
| Cernay                                    | 14147      | 14290                   | Lisieux        | Livarot-Pays-d'Auge                  | CA Lisieux Normandie              | 5,82             | 138 (2022)                        | 24                 | modifier les données · modifier les données |
| Cesny-aux-Vignes                          | 14149      | 14270                   | Caen           | Troarn                               | CC Val ès dunes                   | 4,19             | 419 (2022)                        | 100                | modifier les données · modifier les données |
| Cesny-les-Sources                         | 14150      | 14220                   | Caen           | Le Hom                               | CC Cingal-Suisse Normande         | 33,89            | 1 415 (2022)                      | 42                 | modifier les données · modifier les données |
| Chouain                                   | 14159      | 14250                   | Bayeux         | Bayeux                               | CC de Bayeux Intercom             | 3,15             | 234 (2022)                        | 74                 | modifier les données · modifier les données |
| Cintheaux                                 | 14160      | 14680                   | Caen           | Le Hom                               | CC Cingal-Suisse Normande         | 7,58             | 176 (2022)                        | 23                 | modifier les données · modifier les données |
| Clarbec                                   | 14161      | 14130                   | Lisieux        | Pont-l'Évêque                        | CC Terre d'Auge                   | 9,70             | 321 (2022)                        | 33                 | modifier les données · modifier les données |
| Clécy                                     | 14162      | 14570                   | Caen           | Le Hom                               | CC Cingal-Suisse Normande         | 24,63            | 1 301 (2022)                      | 53                 | modifier les données · modifier les données |
| Cléville                                  | 14163      | 14370                   | Caen           | Troarn                               | CC Val ès dunes                   | 8,53             | 391 (2022)                        | 46                 | modifier les données · modifier les données |
| Colleville-Montgomery                     | 14166      | 14880                   | Caen           | Ouistreham                           | CU Caen la Mer                    | 7,74             | 2 529 (2022)                      | 327                | modifier les données · modifier les données |
| Colleville-sur-Mer                        | 14165      | 14710                   | Bayeux         | Trévières                            | CC Isigny-Omaha Intercom          | 6,93             | 203 (2022)                        | 29                 | modifier les données · modifier les données |
| Colombelles                               | 14167      | 14460                   | Caen           | Hérouville-Saint-Clair               | CU Caen la Mer                    | 7,14             | 7 015 (2022)                      | 982                | modifier les données · modifier les données |
| Colombières                               | 14168      | 14710                   | Bayeux         | Trévières                            | CC Isigny-Omaha Intercom          | 10,64            | 206 (2022)                        | 19                 | modifier les données · modifier les données |
| Colombiers-sur-Seulles                    | 14169      | 14480                   | Bayeux         | Thue et Mue                          | CC Seulles Terre et Mer           | 3,29             | 153 (2022)                        | 47                 | modifier les données · modifier les données |
| Colomby-Anguerny                          | 14014      | 14610                   | Caen           | Courseulles-sur-Mer                  | CC Cœur de Nacre                  | 5,61             | 1 356 (2022)                      | 242                | modifier les données · modifier les données |
| Combray                                   | 14171      | 14220                   | Caen           | Le Hom                               | CC Cingal-Suisse Normande         | 4,51             | 143 (2022)                        | 32                 | modifier les données · modifier les données |
| Commes                                    | 14172      | 14520                   | Bayeux         | Bayeux                               | CC de Bayeux Intercom             | 6,64             | 470 (2022)                        | 71                 | modifier les données · modifier les données |
| Condé-en-Normandie                        | 14174      | 14110 14770             | Vire           | Condé-en-Normandie                   | CC Intercom de la Vire au Noireau | 62,98            | 6 018 (2022)                      | 96                 | modifier les données · modifier les données |
| Condé-sur-Ifs                             | 14173      | 14270                   | Caen           | Mézidon Vallée d'Auge                | CC Val ès dunes                   | 11,34            | 447 (2022)                        | 39                 | modifier les données · modifier les données |
| Condé-sur-Seulles                         | 14175      | 14400                   | Bayeux         | Bayeux                               | CC de Bayeux Intercom             | 2,44             | 303 (2022)                        | 124                | modifier les données · modifier les données |
| Coquainvilliers                           | 14177      | 14130                   | Lisieux        | Pont-l'Évêque                        | CA Lisieux Normandie              | 11,90            | 844 (2022)                        | 71                 | modifier les données · modifier les données |
| Cordebugle                                | 14179      | 14100                   | Lisieux        | Lisieux                              | CA Lisieux Normandie              | 8,97             | 163 (2022)                        | 18                 | modifier les données · modifier les données |
| Cordey                                    | 14180      | 14700                   | Caen           | Falaise                              | CC du Pays de Falaise             | 4,52             | 153 (2022)                        | 34                 | modifier les données · modifier les données |
| Cormelles-le-Royal                        | 14181      | 14123                   | Caen           | Ifs                                  | CU Caen la Mer                    | 3,48             | 5 273 (2022)                      | 1 515              | modifier les données · modifier les données |
| Cormolain                                 | 14182      | 14240                   | Bayeux         | Trévières                            | CC Isigny-Omaha Intercom          | 11,04            | 391 (2022)                        | 35                 | modifier les données · modifier les données |
| Cossesseville                             | 14183      | 14690                   | Caen           | Le Hom                               | CC Cingal-Suisse Normande         | 4,74             | 105 (2022)                        | 22                 | modifier les données · modifier les données |
| Cottun                                    | 14184      | 14400                   | Bayeux         | Bayeux                               | CC de Bayeux Intercom             | 3,77             | 232 (2022)                        | 62                 | modifier les données · modifier les données |
| Courcy                                    | 14190      | 14170                   | Caen           | Falaise                              | CC du Pays de Falaise             | 9,12             | 137 (2022)                        | 15                 | modifier les données · modifier les données |
| Courseulles-sur-Mer                       | 14191      | 14470                   | Caen           | Courseulles-sur-Mer                  | CC Cœur de Nacre                  | 7,92             | 4 202 (2022)                      | 531                | modifier les données · modifier les données |
| Courtonne-la-Meurdrac                     | 14193      | 14100                   | Lisieux        | Lisieux                              | CA Lisieux Normandie              | 12,69            | 684 (2022)                        | 54                 | modifier les données · modifier les données |
| Courtonne-les-Deux-Églises                | 14194      | 14290                   | Lisieux        | Lisieux                              | CA Lisieux Normandie              | 13,68            | 629 (2022)                        | 46                 | modifier les données · modifier les données |
| Courvaudon                                | 14195      | 14260                   | Vire           | Les Monts d'Aunay                    | CC Pré-Bocage Intercom            | 9,53             | 287 (2022)                        | 30                 | modifier les données · modifier les données |
| Crépon                                    | 14196      | 14480                   | Bayeux         | Courseulles-sur-Mer                  | CC Seulles Terre et Mer           | 5,42             | 222 (2022)                        | 41                 | modifier les données · modifier les données |
| Cresserons                                | 14197      | 14440                   | Caen           | Courseulles-sur-Mer                  | CC Cœur de Nacre                  | 3,59             | 1 078 (2022)                      | 300                | modifier les données · modifier les données |
| Cresseveuille                             | 14198      | 14430                   | Lisieux        | Cabourg                              | CC Normandie-Cabourg-Pays d'Auge  | 5,48             | 255 (2022)                        | 47                 | modifier les données · modifier les données |
| Creully sur Seulles                       | 14200      | 14480                   | Bayeux         | Thue et Mue                          | CC Seulles Terre et Mer           | 18,71            | 2 272 (2022)                      | 121                | modifier les données · modifier les données |
| Cricquebœuf                               | 14202      | 14113                   | Lisieux        | Honfleur-Deauville                   | CC du Pays de Honfleur-Beuzeville | 1,85             | 266 (2022)                        | 144                | modifier les données · modifier les données |
| Cricqueville-en-Auge                      | 14203      | 14430                   | Lisieux        | Cabourg                              | CC Normandie-Cabourg-Pays d'Auge  | 6,79             | 184 (2022)                        | 27                 | modifier les données · modifier les données |
| Cricqueville-en-Bessin                    | 14204      | 14450                   | Bayeux         | Trévières                            | CC Isigny-Omaha Intercom          | 8,55             | 170 (2022)                        | 20                 | modifier les données · modifier les données |
| Cristot                                   | 14205      | 14250                   | Bayeux         | Thue et Mue                          | CC Seulles Terre et Mer           | 3,92             | 214 (2022)                        | 55                 | modifier les données · modifier les données |
| Crocy                                     | 14206      | 14620                   | Caen           | Falaise                              | CC du Pays de Falaise             | 10,07            | 287 (2022)                        | 29                 | modifier les données · modifier les données |
| Croisilles                                | 14207      | 14220                   | Caen           | Le Hom                               | CC Cingal-Suisse Normande         | 10,23            | 646 (2022)                        | 63                 | modifier les données · modifier les données |
| Crouay                                    | 14209      | 14400                   | Bayeux         | Trévières                            | CC Isigny-Omaha Intercom          | 7,73             | 507 (2022)                        | 66                 | modifier les données · modifier les données |
| Culey-le-Patry                            | 14211      | 14220                   | Caen           | Le Hom                               | CC Cingal-Suisse Normande         | 7,81             | 379 (2022)                        | 49                 | modifier les données · modifier les données |
| Cussy                                     | 14214      | 14400                   | Bayeux         | Bayeux                               | CC de Bayeux Intercom             | 2,34             | 170 (2022)                        | 73                 | modifier les données · modifier les données |
| Cuverville                                | 14215      | 14840                   | Caen           | Troarn                               | CU Caen la Mer                    | 2,01             | 2 273 (2022)                      | 1 131              | modifier les données · modifier les données |
| Damblainville                             | 14216      | 14620                   | Caen           | Falaise                              | CC du Pays de Falaise             | 6,35             | 231 (2022)                        | 36                 | modifier les données · modifier les données |
| Danestal                                  | 14218      | 14430                   | Lisieux        | Cabourg                              | CC Terre d'Auge                   | 6,38             | 379 (2022)                        | 59                 | modifier les données · modifier les données |
| Deauville                                 | 14220      | 14800                   | Lisieux        | Honfleur-Deauville                   | CC Cœur Côte Fleurie              | 3,57             | 3 563 (2022)                      | 998                | modifier les données · modifier les données |
| Démouville                                | 14221      | 14840                   | Caen           | Troarn                               | CU Caen la Mer                    | 3,56             | 3 017 (2022)                      | 847                | modifier les données · modifier les données |
| Le Détroit                                | 14223      | 14690                   | Caen           | Falaise                              | CC du Pays de Falaise             | 5,52             | 92 (2022)                         | 17                 | modifier les données · modifier les données |
| Deux-Jumeaux                              | 14224      | 14230                   | Bayeux         | Trévières                            | CC Isigny-Omaha Intercom          | 4,07             | 56 (2022)                         | 14                 | modifier les données · modifier les données |
| Dialan sur Chaîne                         | 14347      | 14260                   | Vire           | Les Monts d'Aunay                    | CC Pré-Bocage Intercom            | 21,93            | 1 009 (2022)                      | 46                 | modifier les données · modifier les données |
| Dives-sur-Mer                             | 14225      | 14160                   | Lisieux        | Cabourg                              | CC Normandie-Cabourg-Pays d'Auge  | 6,46             | 5 129 (2022)                      | 794                | modifier les données · modifier les données |
| Donnay                                    | 14226      | 14220                   | Caen           | Le Hom                               | CC Cingal-Suisse Normande         | 11,19            | 318 (2022)                        | 28                 | modifier les données · modifier les données |
| Douville-en-Auge                          | 14227      | 14430                   | Lisieux        | Cabourg                              | CC Normandie-Cabourg-Pays d'Auge  | 6,17             | 221 (2022)                        | 36                 | modifier les données · modifier les données |
| Douvres-la-Délivrande                     | 14228      | 14440                   | Caen           | Courseulles-sur-Mer                  | CC Cœur de Nacre                  | 10,71            | 5 123 (2022)                      | 478                | modifier les données · modifier les données |
| Dozulé                                    | 14229      | 14430                   | Lisieux        | Cabourg                              | CC Normandie-Cabourg-Pays d'Auge  | 5,23             | 2 279 (2022)                      | 436                | modifier les données · modifier les données |
| Drubec                                    | 14230      | 14130                   | Lisieux        | Mézidon Vallée d'Auge                | CC Terre d'Auge                   | 3,14             | 111 (2022)                        | 35                 | modifier les données · modifier les données |
| Ducy-Sainte-Marguerite                    | 14232      | 14250                   | Bayeux         | Thue et Mue                          | CC Seulles Terre et Mer           | 3,61             | 178 (2022)                        | 49                 | modifier les données · modifier les données |
| Ellon                                     | 14236      | 14250                   | Bayeux         | Bayeux                               | CC de Bayeux Intercom             | 6,73             | 632 (2022)                        | 94                 | modifier les données · modifier les données |
| Émiéville                                 | 14237      | 14630                   | Caen           | Troarn                               | CC Val ès dunes                   | 3,92             | 626 (2022)                        | 160                | modifier les données · modifier les données |
| Englesqueville-en-Auge                    | 14238      | 14800                   | Lisieux        | Pont-l'Évêque                        | CC Terre d'Auge                   | 3,61             | 113 (2022)                        | 31                 | modifier les données · modifier les données |
| Englesqueville-la-Percée                  | 14239      | 14710                   | Bayeux         | Trévières                            | CC Isigny-Omaha Intercom          | 7,88             | 93 (2022)                         | 12                 | modifier les données · modifier les données |
| Épaney                                    | 14240      | 14170                   | Caen           | Falaise                              | CC du Pays de Falaise             | 11,59            | 495 (2022)                        | 43                 | modifier les données · modifier les données |
| Épinay-sur-Odon                           | 14241      | 14310                   | Vire           | Les Monts d'Aunay                    | CC Pré-Bocage Intercom            | 11,58            | 629 (2022)                        | 54                 | modifier les données · modifier les données |
| Épron                                     | 14242      | 14610                   | Caen           | Caen-3                               | CU Caen la Mer                    | 1,42             | 1 883 (2022)                      | 1 326              | modifier les données · modifier les données |
| Équemauville                              | 14243      | 14600                   | Lisieux        | Honfleur-Deauville                   | CC du Pays de Honfleur-Beuzeville | 5,98             | 1 557 (2022)                      | 260                | modifier les données · modifier les données |
| Eraines                                   | 14244      | 14700                   | Caen           | Falaise                              | CC du Pays de Falaise             | 4,04             | 286 (2022)                        | 71                 | modifier les données · modifier les données |
| Ernes                                     | 14245      | 14270                   | Caen           | Falaise                              | CC du Pays de Falaise             | 8,90             | 323 (2022)                        | 36                 | modifier les données · modifier les données |
| Escoville                                 | 14246      | 14850                   | Lisieux        | Troarn                               | CC Normandie-Cabourg-Pays d'Auge  | 5,18             | 851 (2022)                        | 164                | modifier les données · modifier les données |
| Espins                                    | 14248      | 14220                   | Caen           | Le Hom                               | CC Cingal-Suisse Normande         | 4,58             | 246 (2022)                        | 54                 | modifier les données · modifier les données |
| Esquay-Notre-Dame                         | 14249      | 14210                   | Caen           | Évrecy                               | CC Vallées de l'Orne et de l'Odon | 3,02             | 1 447 (2022)                      | 479                | modifier les données · modifier les données |
| Esquay-sur-Seulles                        | 14250      | 14400                   | Bayeux         | Bayeux                               | CC de Bayeux Intercom             | 2,90             | 292 (2022)                        | 101                | modifier les données · modifier les données |
| Esson                                     | 14251      | 14220                   | Caen           | Le Hom                               | CC Cingal-Suisse Normande         | 8,86             | 570 (2022)                        | 64                 | modifier les données · modifier les données |
| Estrées-la-Campagne                       | 14252      | 14190                   | Caen           | Le Hom                               | CC Cingal-Suisse Normande         | 7,45             | 252 (2022)                        | 34                 | modifier les données · modifier les données |
| Éterville                                 | 14254      | 14930                   | Caen           | Caen-5                               | CU Caen la Mer                    | 4,87             | 1 567 (2022)                      | 322                | modifier les données · modifier les données |
| Étréham                                   | 14256      | 14400                   | Bayeux         | Trévières                            | CC Isigny-Omaha Intercom          | 4,24             | 327 (2022)                        | 77                 | modifier les données · modifier les données |
| Évrecy                                    | 14257      | 14210                   | Caen           | Évrecy                               | CC Vallées de l'Orne et de l'Odon | 8,31             | 2 052 (2022)                      | 247                | modifier les données · modifier les données |
| Falaise                                   | 14258      | 14700                   | Caen           | Falaise                              | CC du Pays de Falaise             | 11,84            | 7 744 (2022)                      | 654                | modifier les données · modifier les données |
| Fauguernon                                | 14260      | 14100                   | Lisieux        | Pont-l'Évêque                        | CA Lisieux Normandie              | 7,41             | 228 (2022)                        | 31                 | modifier les données · modifier les données |
| Le Faulq                                  | 14261      | 14130                   | Lisieux        | Pont-l'Évêque                        | CC Terre d'Auge                   | 4,45             | 325 (2022)                        | 73                 | modifier les données · modifier les données |
| Feuguerolles-Bully                        | 14266      | 14320                   | Caen           | Évrecy                               | CC Vallées de l'Orne et de l'Odon | 8,18             | 1 512 (2022)                      | 185                | modifier les données · modifier les données |
| Fierville-les-Parcs                       | 14269      | 14130                   | Lisieux        | Pont-l'Évêque                        | CC Terre d'Auge                   | 4,91             | 236 (2022)                        | 48                 | modifier les données · modifier les données |
| Firfol                                    | 14270      | 14100                   | Lisieux        | Pont-l'Évêque                        | CA Lisieux Normandie              | 5,01             | 367 (2022)                        | 73                 | modifier les données · modifier les données |
| Fleury-sur-Orne                           | 14271      | 14123                   | Caen           | Caen-5                               | CU Caen la Mer                    | 6,75             | 5 622 (2022)                      | 833                | modifier les données · modifier les données |
| La Folie                                  | 14272      | 14710                   | Bayeux         | Trévières                            | CC Isigny-Omaha Intercom          | 6,53             | 107 (2022)                        | 16                 | modifier les données · modifier les données |
| La Folletière-Abenon                      | 14273      | 14290                   | Lisieux        | Livarot-Pays-d'Auge                  | CA Lisieux Normandie              | 10,75            | 140 (2022)                        | 13                 | modifier les données · modifier les données |
| Fontaine-Étoupefour                       | 14274      | 14790                   | Caen           | Évrecy                               | CC Vallées de l'Orne et de l'Odon | 5,08             | 2 812 (2022)                      | 554                | modifier les données · modifier les données |
| Fontaine-Henry                            | 14275      | 14610                   | Bayeux         | Thue et Mue                          | CC Seulles Terre et Mer           | 5,81             | 519 (2022)                        | 89                 | modifier les données · modifier les données |
| Fontaine-le-Pin                           | 14276      | 14190                   | Caen           | Falaise                              | CC du Pays de Falaise             | 8,54             | 340 (2022)                        | 40                 | modifier les données · modifier les données |
| Fontenay-le-Marmion                       | 14277      | 14320                   | Caen           | Évrecy                               | CC Vallées de l'Orne et de l'Odon | 10,16            | 2 040 (2022)                      | 201                | modifier les données · modifier les données |
| Fontenay-le-Pesnel                        | 14278      | 14250                   | Bayeux         | Thue et Mue                          | CC Seulles Terre et Mer           | 10,07            | 1 237 (2022)                      | 123                | modifier les données · modifier les données |
| Formentin                                 | 14280      | 14340                   | Lisieux        | Mézidon Vallée d'Auge                | CC Terre d'Auge                   | 5,93             | 268 (2022)                        | 45                 | modifier les données · modifier les données |
| Formigny La Bataille                      | 14281      | 14710                   | Bayeux         | Trévières                            | CC Isigny-Omaha Intercom          | 26,24            | 760 (2022)                        | 29                 | modifier les données · modifier les données |
| Foulognes                                 | 14282      | 14240                   | Bayeux         | Trévières                            | CC Isigny-Omaha Intercom          | 6,43             | 217 (2022)                        | 34                 | modifier les données · modifier les données |
| Fourches                                  | 14283      | 14620                   | Caen           | Falaise                              | CC du Pays de Falaise             | 4,78             | 217 (2022)                        | 45                 | modifier les données · modifier les données |
| Fourneaux-le-Val                          | 14284      | 14700                   | Caen           | Falaise                              | CC du Pays de Falaise             | 5,39             | 154 (2022)                        | 29                 | modifier les données · modifier les données |
| Le Fournet                                | 14285      | 14340                   | Lisieux        | Mézidon Vallée d'Auge                | CC Terre d'Auge                   | 2,99             | 76 (2022)                         | 25                 | modifier les données · modifier les données |
| Fourneville                               | 14286      | 14600                   | Lisieux        | Honfleur-Deauville                   | CC du Pays de Honfleur-Beuzeville | 6,86             | 478 (2022)                        | 70                 | modifier les données · modifier les données |
| Frénouville                               | 14287      | 14630                   | Caen           | Troarn                               | CC Val ès dunes                   | 6,45             | 2 022 (2022)                      | 313                | modifier les données · modifier les données |
| Le Fresne-Camilly                         | 14288      | 14480                   | Caen           | Thue et Mue                          | CU Caen la Mer                    | 7,06             | 951 (2022)                        | 135                | modifier les données · modifier les données |
| Fresné-la-Mère                            | 14289      | 14700                   | Caen           | Falaise                              | CC du Pays de Falaise             | 8,14             | 572 (2022)                        | 70                 | modifier les données · modifier les données |
| Fresney-le-Puceux                         | 14290      | 14680                   | Caen           | Le Hom                               | CC Cingal-Suisse Normande         | 9,65             | 803 (2022)                        | 83                 | modifier les données · modifier les données |
| Fresney-le-Vieux                          | 14291      | 14220                   | Caen           | Le Hom                               | CC Cingal-Suisse Normande         | 2,48             | 324 (2022)                        | 131                | modifier les données · modifier les données |
| Fumichon                                  | 14293      | 14590                   | Lisieux        | Pont-l'Évêque                        | CA Lisieux Normandie              | 6,63             | 268 (2022)                        | 40                 | modifier les données · modifier les données |
| Gavrus                                    | 14297      | 14210                   | Caen           | Évrecy                               | CC Vallées de l'Orne et de l'Odon | 2,71             | 623 (2022)                        | 230                | modifier les données · modifier les données |
| Géfosse-Fontenay                          | 14298      | 14230                   | Bayeux         | Trévières                            | CC Isigny-Omaha Intercom          | 11,11            | 131 (2022)                        | 12                 | modifier les données · modifier les données |
| Genneville                                | 14299      | 14600                   | Lisieux        | Honfleur-Deauville                   | CC du Pays de Honfleur-Beuzeville | 9,36             | 819 (2022)                        | 88                 | modifier les données · modifier les données |
| Giberville                                | 14301      | 14730                   | Caen           | Ifs                                  | CU Caen la Mer                    | 5,00             | 4 956 (2022)                      | 991                | modifier les données · modifier les données |
| Glanville                                 | 14302      | 14950                   | Lisieux        | Pont-l'Évêque                        | CC Terre d'Auge                   | 6,43             | 158 (2022)                        | 25                 | modifier les données · modifier les données |
| Glos                                      | 14303      | 14100                   | Lisieux        | Lisieux                              | CA Lisieux Normandie              | 12,93            | 924 (2022)                        | 71                 | modifier les données · modifier les données |
| Gonneville-en-Auge                        | 14306      | 14810                   | Lisieux        | Cabourg                              | CC Normandie-Cabourg-Pays d'Auge  | 4,32             | 392 (2022)                        | 91                 | modifier les données · modifier les données |
| Gonneville-sur-Honfleur                   | 14304      | 14600                   | Lisieux        | Honfleur-Deauville                   | CC du Pays de Honfleur-Beuzeville | 8,50             | 855 (2022)                        | 101                | modifier les données · modifier les données |
| Gonneville-sur-Mer                        | 14305      | 14510                   | Lisieux        | Cabourg                              | CC Normandie-Cabourg-Pays d'Auge  | 12,38            | 652 (2022)                        | 53                 | modifier les données · modifier les données |
| Goustranville                             | 14308      | 14430                   | Lisieux        | Cabourg                              | CC Normandie-Cabourg-Pays d'Auge  | 10,35            | 327 (2022)                        | 32                 | modifier les données · modifier les données |
| Gouvix                                    | 14309      | 14680                   | Caen           | Le Hom                               | CC Cingal-Suisse Normande         | 5,18             | 828 (2022)                        | 160                | modifier les données · modifier les données |
| Grainville-Langannerie                    | 14310      | 14190                   | Caen           | Le Hom                               | CC Cingal-Suisse Normande         | 5,32             | 786 (2022)                        | 148                | modifier les données · modifier les données |
| Grainville-sur-Odon                       | 14311      | 14210                   | Caen           | Évrecy                               | CC Vallées de l'Orne et de l'Odon | 5,26             | 1 078 (2022)                      | 205                | modifier les données · modifier les données |
| Grandcamp-Maisy                           | 14312      | 14450                   | Bayeux         | Trévières                            | CC Isigny-Omaha Intercom          | 14,85            | 1 525 (2022)                      | 103                | modifier les données · modifier les données |
| Grangues                                  | 14316      | 14160                   | Lisieux        | Cabourg                              | CC Normandie-Cabourg-Pays d'Auge  | 6,61             | 289 (2022)                        | 44                 | modifier les données · modifier les données |
| Graye-sur-Mer                             | 14318      | 14470                   | Bayeux         | Courseulles-sur-Mer                  | CC Seulles Terre et Mer           | 6,54             | 767 (2022)                        | 117                | modifier les données · modifier les données |
| Grentheville                              | 14319      | 14540                   | Caen           | Évrecy                               | CU Caen la Mer                    | 4,08             | 1 005 (2022)                      | 246                | modifier les données · modifier les données |
| Grimbosq                                  | 14320      | 14220                   | Caen           | Le Hom                               | CC Cingal-Suisse Normande         | 8,63             | 284 (2022)                        | 33                 | modifier les données · modifier les données |
| Guéron                                    | 14322      | 14400                   | Bayeux         | Bayeux                               | CC de Bayeux Intercom             | 5,27             | 245 (2022)                        | 46                 | modifier les données · modifier les données |
| Hermanville-sur-Mer                       | 14325      | 14880                   | Caen           | Ouistreham                           | CU Caen la Mer                    | 8,05             | 3 263 (2022)                      | 405                | modifier les données · modifier les données |
| Hermival-les-Vaux                         | 14326      | 14100                   | Lisieux        | Pont-l'Évêque                        | CA Lisieux Normandie              | 13,76            | 860 (2022)                        | 63                 | modifier les données · modifier les données |
| Hérouville-Saint-Clair                    | 14327      | 14200                   | Caen           | Hérouville-Saint-Clair               | CU Caen la Mer                    | 10,64            | 22 473 (2022)                     | 2 112              | modifier les données · modifier les données |
| Hérouvillette                             | 14328      | 14850                   | Lisieux        | Cabourg                              | CC Normandie-Cabourg-Pays d'Auge  | 4,00             | 1 353 (2022)                      | 338                | modifier les données · modifier les données |
| Heuland                                   | 14329      | 14430                   | Lisieux        | Cabourg                              | CC Normandie-Cabourg-Pays d'Auge  | 3,02             | 137 (2022)                        | 45                 | modifier les données · modifier les données |
| La Hoguette                               | 14332      | 14700                   | Caen           | Falaise                              | CC du Pays de Falaise             | 24,44            | 664 (2022)                        | 27                 | modifier les données · modifier les données |
| Honfleur                                  | 14333      | 14600                   | Lisieux        | Honfleur-Deauville                   | CC du Pays de Honfleur-Beuzeville | 13,67            | 6 751 (2022)                      | 494                | modifier les données · modifier les données |
| L'Hôtellerie                              | 14334      | 14100                   | Lisieux        | Lisieux                              | CA Lisieux Normandie              | 5,74             | 318 (2022)                        | 55                 | modifier les données · modifier les données |
| Hotot-en-Auge                             | 14335      | 14430                   | Lisieux        | Mézidon Vallée d'Auge                | CC Normandie-Cabourg-Pays d'Auge  | 24,05            | 291 (2022)                        | 12                 | modifier les données · modifier les données |
| Hottot-les-Bagues                         | 14336      | 14250                   | Bayeux         | Les Monts d'Aunay                    | CC Seulles Terre et Mer           | 8,39             | 461 (2022)                        | 55                 | modifier les données · modifier les données |
| La Houblonnière                           | 14337      | 14340                   | Lisieux        | Mézidon Vallée d'Auge                | CA Lisieux Normandie              | 7,10             | 325 (2022)                        | 46                 | modifier les données · modifier les données |
| Houlgate                                  | 14338      | 14510                   | Lisieux        | Cabourg                              | CC Normandie-Cabourg-Pays d'Auge  | 4,69             | 1 657 (2022)                      | 353                | modifier les données · modifier les données |
| Ifs                                       | 14341      | 14123                   | Caen           | Ifs                                  | CU Caen la Mer                    | 9,06             | 11 868 (2022)                     | 1 310              | modifier les données · modifier les données |
| Isigny-sur-Mer                            | 14342      | 14230 14330             | Bayeux         | Trévières                            | CC Isigny-Omaha Intercom          | 61,44            | 3 549 (2022)                      | 58                 | modifier les données · modifier les données |
| Les Isles-Bardel                          | 14343      | 14690                   | Caen           | Falaise                              | CC du Pays de Falaise             | 5,69             | 71 (2022)                         | 12                 | modifier les données · modifier les données |
| Janville                                  | 14344      | 14670                   | Caen           | Troarn                               | CC Val ès dunes                   | 4,44             | 385 (2022)                        | 87                 | modifier les données · modifier les données |
| Jort                                      | 14345      | 14170                   | Caen           | Falaise                              | CC du Pays de Falaise             | 6,58             | 303 (2022)                        | 46                 | modifier les données · modifier les données |
| Juaye-Mondaye                             | 14346      | 14250                   | Bayeux         | Bayeux                               | CC de Bayeux Intercom             | 16,12            | 697 (2022)                        | 43                 | modifier les données · modifier les données |
| Juvigny-sur-Seulles                       | 14348      | 14250                   | Bayeux         | Thue et Mue                          | CC Seulles Terre et Mer           | 3,53             | 83 (2022)                         | 24                 | modifier les données · modifier les données |
| Laize-Clinchamps                          | 14349      | 14320                   | Caen           | Évrecy                               | CC Vallées de l'Orne et de l'Odon | 8,13             | 2 150 (2022)                      | 264                | modifier les données · modifier les données |
| Landelles-et-Coupigny                     | 14352      | 14380                   | Vire           | Vire Normandie                       | CC Intercom de la Vire au Noireau | 24,67            | 827 (2022)                        | 34                 | modifier les données · modifier les données |
| Landes-sur-Ajon                           | 14353      | 14310                   | Vire           | Les Monts d'Aunay                    | CC Pré-Bocage Intercom            | 6,00             | 459 (2022)                        | 77                 | modifier les données · modifier les données |
| Langrune-sur-Mer                          | 14354      | 14830                   | Caen           | Courseulles-sur-Mer                  | CC Cœur de Nacre                  | 4,74             | 1 893 (2022)                      | 399                | modifier les données · modifier les données |
| Léaupartie                                | 14358      | 14340                   | Lisieux        | Mézidon Vallée d'Auge                | CC Terre d'Auge                   | 3,20             | 87 (2022)                         | 27                 | modifier les données · modifier les données |
| Leffard                                   | 14360      | 14700                   | Caen           | Falaise                              | CC du Pays de Falaise             | 6,89             | 209 (2022)                        | 30                 | modifier les données · modifier les données |
| Lessard-et-le-Chêne                       | 14362      | 14140                   | Lisieux        | Mézidon Vallée d'Auge                | CA Lisieux Normandie              | 10,09            | 155 (2022)                        | 15                 | modifier les données · modifier les données |
| Lingèvres                                 | 14364      | 14250                   | Bayeux         | Les Monts d'Aunay                    | CC Seulles Terre et Mer           | 14,46            | 451 (2022)                        | 31                 | modifier les données · modifier les données |
| Lion-sur-Mer                              | 14365      | 14780                   | Caen           | Ouistreham                           | CU Caen la Mer                    | 4,75             | 2 510 (2022)                      | 528                | modifier les données · modifier les données |
| Lisieux                                   | 14366      | 14100                   | Lisieux        | Lisieux                              | CA Lisieux Normandie              | 13,07            | 19 540 (2022)                     | 1 495              | modifier les données · modifier les données |
| Lison                                     | 14367      | 14330                   | Bayeux         | Trévières                            | CC Isigny-Omaha Intercom          | 10,94            | 438 (2022)                        | 40                 | modifier les données · modifier les données |
| Lisores                                   | 14368      | 14140                   | Lisieux        | Livarot-Pays-d'Auge                  | CA Lisieux Normandie              | 11,91            | 259 (2022)                        | 22                 | modifier les données · modifier les données |
| Litteau                                   | 14369      | 14490                   | Bayeux         | Trévières                            | CC Isigny-Omaha Intercom          | 6,94             | 276 (2022)                        | 40                 | modifier les données · modifier les données |
| Livarot-Pays-d'Auge                       | 14371      | 14140 14290             | Lisieux        | Livarot-Pays-d'Auge                  | CA Lisieux Normandie              | 180,83           | 6 183 (2022)                      | 34                 | modifier les données · modifier les données |
| Les Loges                                 | 14374      | 14240                   | Vire           | Les Monts d'Aunay                    | CC Pré-Bocage Intercom            | 4,46             | 141 (2022)                        | 32                 | modifier les données · modifier les données |
| Les Loges-Saulces                         | 14375      | 14700                   | Caen           | Falaise                              | CC du Pays de Falaise             | 6,74             | 160 (2022)                        | 24                 | modifier les données · modifier les données |
| Longues-sur-Mer                           | 14377      | 14400                   | Bayeux         | Bayeux                               | CC de Bayeux Intercom             | 12,29            | 587 (2022)                        | 48                 | modifier les données · modifier les données |
| Longueville                               | 14378      | 14230                   | Bayeux         | Trévières                            | CC Isigny-Omaha Intercom          | 6,54             | 286 (2022)                        | 44                 | modifier les données · modifier les données |
| Longvillers                               | 14379      | 14310                   | Vire           | Les Monts d'Aunay                    | CC Pré-Bocage Intercom            | 6,65             | 356 (2022)                        | 54                 | modifier les données · modifier les données |
| Loucelles                                 | 14380      | 14250                   | Bayeux         | Thue et Mue                          | CC Seulles Terre et Mer           | 3,07             | 204 (2022)                        | 66                 | modifier les données · modifier les données |
| Louvagny                                  | 14381      | 14170                   | Caen           | Falaise                              | CC du Pays de Falaise             | 5,50             | 59 (2022)                         | 11                 | modifier les données · modifier les données |
| Louvigny                                  | 14383      | 14111                   | Caen           | Caen-5                               | CU Caen la Mer                    | 5,64             | 2 627 (2022)                      | 466                | modifier les données · modifier les données |
| Luc-sur-Mer                               | 14384      | 14530                   | Caen           | Courseulles-sur-Mer                  | CC Cœur de Nacre                  | 3,64             | 3 295 (2022)                      | 905                | modifier les données · modifier les données |
| Magny-en-Bessin                           | 14385      | 14400                   | Bayeux         | Bayeux                               | CC de Bayeux Intercom             | 4,42             | 160 (2022)                        | 36                 | modifier les données · modifier les données |
| Maisoncelles-Pelvey                       | 14389      | 14310                   | Vire           | Les Monts d'Aunay                    | CC Pré-Bocage Intercom            | 5,40             | 251 (2022)                        | 46                 | modifier les données · modifier les données |
| Maisoncelles-sur-Ajon                     | 14390      | 14210                   | Vire           | Les Monts d'Aunay                    | CC Pré-Bocage Intercom            | 4,24             | 201 (2022)                        | 47                 | modifier les données · modifier les données |
| Maisons                                   | 14391      | 14400                   | Bayeux         | Trévières                            | CC Isigny-Omaha Intercom          | 6,67             | 430 (2022)                        | 64                 | modifier les données · modifier les données |
| Maizet                                    | 14393      | 14210                   | Caen           | Évrecy                               | CC Vallées de l'Orne et de l'Odon | 5,72             | 364 (2022)                        | 64                 | modifier les données · modifier les données |
| Maizières                                 | 14394      | 14190                   | Caen           | Falaise                              | CC du Pays de Falaise             | 7,15             | 428 (2022)                        | 60                 | modifier les données · modifier les données |
| Malherbe-sur-Ajon                         | 14037      | 14260                   | Vire           | Les Monts d'Aunay                    | CC Pré-Bocage Intercom            | 11,77            | 573 (2022)                        | 49                 | modifier les données · modifier les données |
| Maltot                                    | 14396      | 14930                   | Caen           | Évrecy                               | CC Vallées de l'Orne et de l'Odon | 4,24             | 1 044 (2022)                      | 246                | modifier les données · modifier les données |
| Mandeville-en-Bessin                      | 14397      | 14710                   | Bayeux         | Trévières                            | CC Isigny-Omaha Intercom          | 8,83             | 309 (2022)                        | 35                 | modifier les données · modifier les données |
| Manerbe                                   | 14398      | 14340                   | Lisieux        | Mézidon Vallée d'Auge                | CC Terre d'Auge                   | 18,27            | 545 (2022)                        | 30                 | modifier les données · modifier les données |
| Manneville-la-Pipard                      | 14399      | 14130                   | Lisieux        | Pont-l'Évêque                        | CC Terre d'Auge                   | 6,31             | 262 (2022)                        | 42                 | modifier les données · modifier les données |
| Le Manoir                                 | 14400      | 14400                   | Bayeux         | Bayeux                               | CC de Bayeux Intercom             | 5,88             | 200 (2022)                        | 34                 | modifier les données · modifier les données |
| Manvieux                                  | 14401      | 14117                   | Bayeux         | Bayeux                               | CC de Bayeux Intercom             | 2,82             | 136 (2022)                        | 48                 | modifier les données · modifier les données |
| Le Marais-la-Chapelle                     | 14402      | 14620                   | Caen           | Falaise                              | CC du Pays de Falaise             | 2,42             | 95 (2022)                         | 39                 | modifier les données · modifier les données |
| Marolles                                  | 14403      | 14100                   | Lisieux        | Lisieux                              | CA Lisieux Normandie              | 12,22            | 737 (2022)                        | 60                 | modifier les données · modifier les données |
| Martainville                              | 14404      | 14220                   | Caen           | Le Hom                               | CC Cingal-Suisse Normande         | 5,84             | 119 (2022)                        | 20                 | modifier les données · modifier les données |
| Martigny-sur-l'Ante                       | 14405      | 14700                   | Caen           | Falaise                              | CC du Pays de Falaise             | 9,34             | 322 (2022)                        | 34                 | modifier les données · modifier les données |
| Mathieu                                   | 14407      | 14920                   | Caen           | Ouistreham                           | CU Caen la Mer                    | 9,41             | 2 339 (2022)                      | 249                | modifier les données · modifier les données |
| Merville-Franceville-Plage                | 14409      | 14810                   | Lisieux        | Cabourg                              | CC Normandie-Cabourg-Pays d'Auge  | 10,42            | 2 222 (2022)                      | 213                | modifier les données · modifier les données |
| Méry-Bissières-en-Auge                    | 14410      | 14370                   | Lisieux        | Mézidon Vallée d'Auge                | CA Lisieux Normandie              | 9,12             | 1 082 (2022)                      | 119                | modifier les données · modifier les données |
| Meslay                                    | 14411      | 14220                   | Caen           | Le Hom                               | CC Cingal-Suisse Normande         | 5,69             | 344 (2022)                        | 60                 | modifier les données · modifier les données |
| Le Mesnil-au-Grain                        | 14412      | 14260                   | Vire           | Les Monts d'Aunay                    | CC Pré-Bocage Intercom            | 4,30             | 74 (2022)                         | 17                 | modifier les données · modifier les données |
| Le Mesnil-Eudes                           | 14419      | 14100                   | Lisieux        | Mézidon Vallée d'Auge                | CA Lisieux Normandie              | 8,42             | 250 (2022)                        | 30                 | modifier les données · modifier les données |
| Le Mesnil-Guillaume                       | 14421      | 14100                   | Lisieux        | Lisieux                              | CA Lisieux Normandie              | 3,85             | 558 (2022)                        | 145                | modifier les données · modifier les données |
| Le Mesnil-Robert                          | 14424      | 14380                   | Vire           | Vire Normandie                       | CC Intercom de la Vire au Noireau | 4,08             | 184 (2022)                        | 45                 | modifier les données · modifier les données |
| Le Mesnil-Simon                           | 14425      | 14140                   | Lisieux        | Mézidon Vallée d'Auge                | CA Lisieux Normandie              | 9,59             | 157 (2022)                        | 16                 | modifier les données · modifier les données |
| Le Mesnil-sur-Blangy                      | 14426      | 14130                   | Lisieux        | Pont-l'Évêque                        | CC Terre d'Auge                   | 7,37             | 164 (2022)                        | 22                 | modifier les données · modifier les données |
| Le Mesnil-Villement                       | 14427      | 14690                   | Caen           | Falaise                              | CC du Pays de Falaise             | 3,55             | 284 (2022)                        | 80                 | modifier les données · modifier les données |
| Meuvaines                                 | 14430      | 14960                   | Bayeux         | Courseulles-sur-Mer                  | CC Seulles Terre et Mer           | 7,36             | 137 (2022)                        | 19                 | modifier les données · modifier les données |
| Mézidon Vallée d'Auge                     | 14431      | 14140 14270 14340 14370 | Lisieux        | Mézidon Vallée d'Auge                | CA Lisieux Normandie              | 103,18           | 9 678 (2022)                      | 94                 | modifier les données · modifier les données |
| Le Molay-Littry                           | 14370      | 14330                   | Bayeux         | Trévières                            | CC Isigny-Omaha Intercom          | 27,12            | 3 092 (2022)                      | 114                | modifier les données · modifier les données |
| Les Monceaux                              | 14435      | 14100                   | Lisieux        | Mézidon Vallée d'Auge                | CA Lisieux Normandie              | 3,72             | 211 (2022)                        | 57                 | modifier les données · modifier les données |
| Monceaux-en-Bessin                        | 14436      | 14400                   | Bayeux         | Bayeux                               | CC de Bayeux Intercom             | 4,73             | 567 (2022)                        | 120                | modifier les données · modifier les données |
| Mondeville                                | 14437      | 14120                   | Caen           | Ifs                                  | CU Caen la Mer                    | 9,05             | 10 286 (2022)                     | 1 137              | modifier les données · modifier les données |
| Mondrainville                             | 14438      | 14210                   | Caen           | Évrecy                               | CC Vallées de l'Orne et de l'Odon | 3,17             | 584 (2022)                        | 184                | modifier les données · modifier les données |
| Monfréville                               | 14439      | 14230                   | Bayeux         | Trévières                            | CC Isigny-Omaha Intercom          | 7,22             | 96 (2022)                         | 13                 | modifier les données · modifier les données |
| Montfiquet                                | 14445      | 14490                   | Bayeux         | Trévières                            | CC Isigny-Omaha Intercom          | 19,54            | 85 (2022)                         | 4,4                | modifier les données · modifier les données |
| Montigny                                  | 14446      | 14210                   | Caen           | Évrecy                               | CC Vallées de l'Orne et de l'Odon | 3,91             | 90 (2022)                         | 23                 | modifier les données · modifier les données |
| Montillières-sur-Orne                     | 14713      | 14210                   | Caen           | Le Hom                               | CC Cingal-Suisse Normande         | 9,31             | 561 (2022)                        | 60                 | modifier les données · modifier les données |
| Montreuil-en-Auge                         | 14448      | 14340                   | Lisieux        | Mézidon Vallée d'Auge                | CA Lisieux Normandie              | 3,37             | 65 (2022)                         | 19                 | modifier les données · modifier les données |
| Les Monts d'Aunay                         | 14027      | 14260 14770             | Vire           | Condé-en-Normandie Les Monts d'Aunay | CC Pré-Bocage Intercom            | 69,43            | 4 664 (2022)                      | 67                 | modifier les données · modifier les données |
| Monts-en-Bessin                           | 14449      | 14310                   | Vire           | Les Monts d'Aunay                    | CC Pré-Bocage Intercom            | 7,16             | 417 (2022)                        | 58                 | modifier les données · modifier les données |
| Morteaux-Coulibœuf                        | 14452      | 14620                   | Caen           | Falaise                              | CC du Pays de Falaise             | 11,76            | 607 (2022)                        | 52                 | modifier les données · modifier les données |
| Mosles                                    | 14453      | 14400                   | Bayeux         | Trévières                            | CC Isigny-Omaha Intercom          | 6,42             | 348 (2022)                        | 54                 | modifier les données · modifier les données |
| Mouen                                     | 14454      | 14790                   | Caen           | Caen-1                               | CU Caen la Mer                    | 4,16             | 1 779 (2022)                      | 428                | modifier les données · modifier les données |
| Moulines                                  | 14455      | 14220                   | Caen           | Le Hom                               | CC Cingal-Suisse Normande         | 9,38             | 274 (2022)                        | 29                 | modifier les données · modifier les données |
| Moulins-en-Bessin                         | 14406      | 14480 14740             | Bayeux         | Thue et Mue                          | CC Seulles Terre et Mer           | 17,30            | 1 124 (2022)                      | 65                 | modifier les données · modifier les données |
| Moult-Chicheboville                       | 14456      | 14370                   | Caen           | Troarn                               | CC Val ès dunes                   | 17,80            | 3 404 (2022)                      | 191                | modifier les données · modifier les données |
| Les Moutiers-en-Auge                      | 14457      | 14620                   | Caen           | Falaise                              | CC du Pays de Falaise             | 10,10            | 129 (2022)                        | 13                 | modifier les données · modifier les données |
| Les Moutiers-en-Cinglais                  | 14458      | 14220                   | Caen           | Le Hom                               | CC Cingal-Suisse Normande         | 6,75             | 528 (2022)                        | 78                 | modifier les données · modifier les données |
| Moyaux                                    | 14460      | 14590                   | Lisieux        | Pont-l'Évêque                        | CA Lisieux Normandie              | 16,23            | 1 369 (2022)                      | 84                 | modifier les données · modifier les données |
| Mutrécy                                   | 14461      | 14220                   | Caen           | Le Hom                               | CC Cingal-Suisse Normande         | 6,71             | 578 (2022)                        | 86                 | modifier les données · modifier les données |
| Nonant                                    | 14465      | 14400                   | Bayeux         | Bayeux                               | CC de Bayeux Intercom             | 6,82             | 516 (2022)                        | 76                 | modifier les données · modifier les données |
| Norolles                                  | 14466      | 14100                   | Lisieux        | Pont-l'Évêque                        | CC Terre d'Auge                   | 6,52             | 350 (2022)                        | 54                 | modifier les données · modifier les données |
| Noron-l'Abbaye                            | 14467      | 14700                   | Caen           | Falaise                              | CC du Pays de Falaise             | 7,62             | 317 (2022)                        | 42                 | modifier les données · modifier les données |
| Noron-la-Poterie                          | 14468      | 14490                   | Bayeux         | Trévières                            | CC Isigny-Omaha Intercom          | 3,01             | 335 (2022)                        | 111                | modifier les données · modifier les données |
| Norrey-en-Auge                            | 14469      | 14620                   | Caen           | Falaise                              | CC du Pays de Falaise             | 8,86             | 95 (2022)                         | 11                 | modifier les données · modifier les données |
| Notre-Dame-d'Estrées-Corbon               | 14474      | 14340                   | Lisieux        | Mézidon Vallée d'Auge                | CA Lisieux Normandie              | 11,52            | 198 (2022)                        | 17                 | modifier les données · modifier les données |
| Notre-Dame-de-Livaye                      | 14473      | 14340                   | Lisieux        | Mézidon Vallée d'Auge                | CA Lisieux Normandie              | 2,67             | 107 (2022)                        | 40                 | modifier les données · modifier les données |
| Noues de Sienne                           | 14658      | 14380                   | Vire           | Vire Normandie                       | CC Intercom de la Vire au Noireau | 117,58           | 4 236 (2022)                      | 36                 | modifier les données · modifier les données |
| Olendon                                   | 14476      | 14170                   | Caen           | Falaise                              | CC du Pays de Falaise             | 7,45             | 186 (2022)                        | 25                 | modifier les données · modifier les données |
| Orbec                                     | 14478      | 14290                   | Lisieux        | Livarot-Pays-d'Auge                  | CA Lisieux Normandie              | 10,14            | 1 963 (2022)                      | 194                | modifier les données · modifier les données |
| Osmanville                                | 14480      | 14230                   | Bayeux         | Trévières                            | CC Isigny-Omaha Intercom          | 10,88            | 510 (2022)                        | 47                 | modifier les données · modifier les données |
| Ouézy                                     | 14482      | 14270                   | Caen           | Troarn                               | CC Val ès dunes                   | 4,55             | 232 (2022)                        | 51                 | modifier les données · modifier les données |
| Ouffières                                 | 14483      | 14220                   | Caen           | Le Hom                               | CC Cingal-Suisse Normande         | 4,21             | 197 (2022)                        | 47                 | modifier les données · modifier les données |
| Ouilly-du-Houley                          | 14484      | 14590                   | Lisieux        | Pont-l'Évêque                        | CA Lisieux Normandie              | 8,92             | 254 (2022)                        | 28                 | modifier les données · modifier les données |
| Ouilly-le-Tesson                          | 14486      | 14190                   | Caen           | Falaise                              | CC du Pays de Falaise             | 12,00            | 561 (2022)                        | 47                 | modifier les données · modifier les données |
| Ouilly-le-Vicomte                         | 14487      | 14100                   | Lisieux        | Pont-l'Évêque                        | CA Lisieux Normandie              | 7,73             | 759 (2022)                        | 98                 | modifier les données · modifier les données |
| Ouistreham                                | 14488      | 14150                   | Caen           | Ouistreham                           | CU Caen la Mer                    | 9,95             | 9 261 (2022)                      | 931                | modifier les données · modifier les données |
| Parfouru-sur-Odon                         | 14491      | 14310                   | Vire           | Les Monts d'Aunay                    | CC Pré-Bocage Intercom            | 3,65             | 197 (2022)                        | 54                 | modifier les données · modifier les données |
| Pennedepie                                | 14492      | 14600                   | Lisieux        | Honfleur-Deauville                   | CC du Pays de Honfleur-Beuzeville | 5,68             | 317 (2022)                        | 56                 | modifier les données · modifier les données |
| Périers-en-Auge                           | 14494      | 14160                   | Lisieux        | Cabourg                              | CC Normandie-Cabourg-Pays d'Auge  | 5,09             | 121 (2022)                        | 24                 | modifier les données · modifier les données |
| Périers-sur-le-Dan                        | 14495      | 14112                   | Caen           | Ouistreham                           | CU Caen la Mer                    | 2,95             | 581 (2022)                        | 197                | modifier les données · modifier les données |
| Périgny                                   | 14496      | 14770                   | Vire           | Condé-en-Normandie                   | CC Intercom de la Vire au Noireau | 2,66             | 57 (2022)                         | 21                 | modifier les données · modifier les données |
| Perrières                                 | 14497      | 14170                   | Caen           | Falaise                              | CC du Pays de Falaise             | 8,17             | 341 (2022)                        | 42                 | modifier les données · modifier les données |
| Pertheville-Ners                          | 14498      | 14700                   | Caen           | Falaise                              | CC du Pays de Falaise             | 8,25             | 236 (2022)                        | 29                 | modifier les données · modifier les données |
| Petiville                                 | 14499      | 14390                   | Lisieux        | Cabourg                              | CC Normandie-Cabourg-Pays d'Auge  | 2,89             | 559 (2022)                        | 193                | modifier les données · modifier les données |
| Pierrefitte-en-Auge                       | 14500      | 14130                   | Lisieux        | Pont-l'Évêque                        | CC Terre d'Auge                   | 5,48             | 154 (2022)                        | 28                 | modifier les données · modifier les données |
| Pierrefitte-en-Cinglais                   | 14501      | 14690                   | Caen           | Falaise                              | CC du Pays de Falaise             | 10,72            | 237 (2022)                        | 22                 | modifier les données · modifier les données |
| Pierrepont                                | 14502      | 14690                   | Caen           | Falaise                              | CC du Pays de Falaise             | 4,29             | 84 (2022)                         | 20                 | modifier les données · modifier les données |
| Le Pin                                    | 14504      | 14590                   | Lisieux        | Pont-l'Évêque                        | CA Lisieux Normandie              | 11,53            | 806 (2022)                        | 70                 | modifier les données · modifier les données |
| Planquery                                 | 14506      | 14490                   | Bayeux         | Trévières                            | CC Isigny-Omaha Intercom          | 14,37            | 248 (2022)                        | 17                 | modifier les données · modifier les données |
| Plumetot                                  | 14509      | 14440                   | Caen           | Courseulles-sur-Mer                  | CC Cœur de Nacre                  | 1,23             | 203 (2022)                        | 165                | modifier les données · modifier les données |
| La Pommeraye                              | 14510      | 14690                   | Caen           | Le Hom                               | CC Cingal-Suisse Normande         | 2,80             | 66 (2022)                         | 24                 | modifier les données · modifier les données |
| Pont-Bellanger                            | 14511      | 14380                   | Vire           | Vire Normandie                       | CC Intercom de la Vire au Noireau | 3,54             | 64 (2022)                         | 18                 | modifier les données · modifier les données |
| Pont-d'Ouilly                             | 14764      | 14690                   | Caen           | Falaise                              | CC du Pays de Falaise             | 19,50            | 999 (2022)                        | 51                 | modifier les données · modifier les données |
| Pont-l'Évêque                             | 14514      | 14130                   | Lisieux        | Pont-l'Évêque                        | CC Terre d'Auge                   | 12,98            | 5 116 (2022)                      | 394                | modifier les données · modifier les données |
| Pontécoulant                              | 14512      | 14110                   | Vire           | Condé-en-Normandie                   | CC Intercom de la Vire au Noireau | 2,38             | 71 (2022)                         | 30                 | modifier les données · modifier les données |
| Ponts sur Seulles                         | 14355      | 14480                   | Bayeux         | Thue et Mue                          | CC Seulles Terre et Mer           | 12,86            | 1 211 (2022)                      | 94                 | modifier les données · modifier les données |
| Port-en-Bessin-Huppain                    | 14515      | 14520                   | Bayeux         | Bayeux                               | CC de Bayeux Intercom             | 7,56             | 1 888 (2022)                      | 250                | modifier les données · modifier les données |
| Potigny                                   | 14516      | 14420                   | Caen           | Falaise                              | CC du Pays de Falaise             | 4,26             | 2 076 (2022)                      | 487                | modifier les données · modifier les données |
| Le Pré-d'Auge                             | 14520      | 14340                   | Lisieux        | Mézidon Vallée d'Auge                | CA Lisieux Normandie              | 10,72            | 849 (2022)                        | 79                 | modifier les données · modifier les données |
| Préaux-Bocage                             | 14519      | 14210                   | Caen           | Évrecy                               | CC Vallées de l'Orne et de l'Odon | 4,32             | 113 (2022)                        | 26                 | modifier les données · modifier les données |
| Prêtreville                               | 14522      | 14140                   | Lisieux        | Mézidon Vallée d'Auge                | CA Lisieux Normandie              | 11,23            | 390 (2022)                        | 35                 | modifier les données · modifier les données |
| Putot-en-Auge                             | 14524      | 14430                   | Lisieux        | Cabourg                              | CC Normandie-Cabourg-Pays d'Auge  | 6,58             | 311 (2022)                        | 47                 | modifier les données · modifier les données |
| Quetteville                               | 14528      | 14130                   | Lisieux        | Honfleur-Deauville                   | CC du Pays de Honfleur-Beuzeville | 10,32            | 398 (2022)                        | 39                 | modifier les données · modifier les données |
| Ranchy                                    | 14529      | 14400                   | Bayeux         | Bayeux                               | CC de Bayeux Intercom             | 5,14             | 273 (2022)                        | 53                 | modifier les données · modifier les données |
| Ranville                                  | 14530      | 14860                   | Lisieux        | Cabourg                              | CC Normandie-Cabourg-Pays d'Auge  | 8,42             | 2 055 (2022)                      | 244                | modifier les données · modifier les données |
| Rapilly                                   | 14531      | 14690                   | Caen           | Falaise                              | CC du Pays de Falaise             | 4,19             | 46 (2022)                         | 11                 | modifier les données · modifier les données |
| Repentigny                                | 14533      | 14340                   | Lisieux        | Mézidon Vallée d'Auge                | CC Terre d'Auge                   | 2,13             | 101 (2022)                        | 47                 | modifier les données · modifier les données |
| Reux                                      | 14534      | 14130                   | Lisieux        | Pont-l'Évêque                        | CC Terre d'Auge                   | 7,39             | 406 (2022)                        | 55                 | modifier les données · modifier les données |
| Reviers                                   | 14535      | 14470                   | Caen           | Thue et Mue                          | CC Cœur de Nacre                  | 4,38             | 601 (2022)                        | 137                | modifier les données · modifier les données |
| La Rivière-Saint-Sauveur                  | 14536      | 14600                   | Lisieux        | Honfleur-Deauville                   | CC du Pays de Honfleur-Beuzeville | 5,39             | 2 535 (2022)                      | 470                | modifier les données · modifier les données |
| Rocques                                   | 14540      | 14100                   | Lisieux        | Pont-l'Évêque                        | CA Lisieux Normandie              | 6,14             | 286 (2022)                        | 47                 | modifier les données · modifier les données |
| La Roque-Baignard                         | 14541      | 14340                   | Lisieux        | Mézidon Vallée d'Auge                | CC Terre d'Auge                   | 4,64             | 105 (2022)                        | 23                 | modifier les données · modifier les données |
| Rosel                                     | 14542      | 14740                   | Caen           | Thue et Mue                          | CU Caen la Mer                    | 3,90             | 643 (2022)                        | 165                | modifier les données · modifier les données |
| Rots                                      | 14543      | 14740 14980             | Caen           | Thue et Mue                          | CU Caen la Mer                    | 23,40            | 2 541 (2022)                      | 109                | modifier les données · modifier les données |
| Rouvres                                   | 14546      | 14190                   | Caen           | Falaise                              | CC du Pays de Falaise             | 8,87             | 222 (2022)                        | 25                 | modifier les données · modifier les données |
| Rubercy                                   | 14547      | 14710                   | Bayeux         | Trévières                            | CC Isigny-Omaha Intercom          | 5,54             | 151 (2022)                        | 27                 | modifier les données · modifier les données |
| Rumesnil                                  | 14550      | 14340                   | Lisieux        | Mézidon Vallée d'Auge                | CC Normandie-Cabourg-Pays d'Auge  | 5,35             | 88 (2022)                         | 16                 | modifier les données · modifier les données |
| Ryes                                      | 14552      | 14400                   | Bayeux         | Bayeux                               | CC de Bayeux Intercom             | 9,59             | 491 (2022)                        | 51                 | modifier les données · modifier les données |
| Saint-André-d'Hébertot                    | 14555      | 14130                   | Lisieux        | Pont-l'Évêque                        | CC Terre d'Auge                   | 9,79             | 450 (2022)                        | 46                 | modifier les données · modifier les données |
| Saint-André-sur-Orne                      | 14556      | 14320                   | Caen           | Caen-5                               | CU Caen la Mer                    | 3,68             | 1 727 (2022)                      | 469                | modifier les données · modifier les données |
| Saint-Arnoult                             | 14557      | 14800                   | Lisieux        | Pont-l'Évêque                        | CC Cœur Côte Fleurie              | 5,12             | 1 103 (2022)                      | 215                | modifier les données · modifier les données |
| Saint-Aubin-d'Arquenay                    | 14558      | 14970                   | Caen           | Ouistreham                           | CU Caen la Mer                    | 3,29             | 1 119 (2022)                      | 340                | modifier les données · modifier les données |
| Saint-Aubin-des-Bois                      | 14559      | 14380                   | Vire           | Vire Normandie                       | CC Intercom de la Vire au Noireau | 8,26             | 221 (2022)                        | 27                 | modifier les données · modifier les données |
| Saint-Aubin-sur-Mer                       | 14562      | 14750                   | Caen           | Courseulles-sur-Mer                  | CC Cœur de Nacre                  | 3,03             | 2 125 (2022)                      | 701                | modifier les données · modifier les données |
| Saint-Benoît-d'Hébertot                   | 14563      | 14130                   | Lisieux        | Pont-l'Évêque                        | CC Terre d'Auge                   | 7,13             | 467 (2022)                        | 65                 | modifier les données · modifier les données |
| Saint-Côme-de-Fresné                      | 14565      | 14960                   | Bayeux         | Courseulles-sur-Mer                  | CC de Bayeux Intercom             | 4,31             | 252 (2022)                        | 58                 | modifier les données · modifier les données |
| Saint-Contest                             | 14566      | 14280                   | Caen           | Caen-2                               | CU Caen la Mer                    | 8,05             | 2 459 (2022)                      | 305                | modifier les données · modifier les données |
| Saint-Denis-de-Mailloc                    | 14571      | 14100                   | Lisieux        | Livarot-Pays-d'Auge                  | CA Lisieux Normandie              | 4,25             | 301 (2022)                        | 71                 | modifier les données · modifier les données |
| Saint-Denis-de-Méré                       | 14572      | 14110                   | Vire           | Condé-en-Normandie                   | CC Intercom de la Vire au Noireau | 11,37            | 760 (2022)                        | 67                 | modifier les données · modifier les données |
| Saint-Désir                               | 14574      | 14100                   | Lisieux        | Mézidon Vallée d'Auge                | CA Lisieux Normandie              | 19,35            | 1 772 (2022)                      | 92                 | modifier les données · modifier les données |
| Saint-Étienne-la-Thillaye                 | 14575      | 14950                   | Lisieux        | Pont-l'Évêque                        | CC Terre d'Auge                   | 12,36            | 381 (2022)                        | 31                 | modifier les données · modifier les données |
| Saint-Gatien-des-Bois                     | 14578      | 14130                   | Lisieux        | Honfleur-Deauville                   | CC Cœur Côte Fleurie              | 49,11            | 1 313 (2022)                      | 27                 | modifier les données · modifier les données |
| Saint-Germain-de-Livet                    | 14582      | 14100                   | Lisieux        | Mézidon Vallée d'Auge                | CA Lisieux Normandie              | 16,41            | 698 (2022)                        | 43                 | modifier les données · modifier les données |
| Saint-Germain-du-Pert                     | 14586      | 14230                   | Bayeux         | Trévières                            | CC Isigny-Omaha Intercom          | 6,03             | 151 (2022)                        | 25                 | modifier les données · modifier les données |
| Saint-Germain-la-Blanche-Herbe            | 14587      | 14280                   | Caen           | Caen-2                               | CU Caen la Mer                    | 2,63             | 2 493 (2022)                      | 948                | modifier les données · modifier les données |
| Saint-Germain-Langot                      | 14588      | 14700                   | Caen           | Falaise                              | CC du Pays de Falaise             | 10,35            | 352 (2022)                        | 34                 | modifier les données · modifier les données |
| Saint-Germain-le-Vasson                   | 14589      | 14190                   | Caen           | Le Hom                               | CC Cingal-Suisse Normande         | 9,41             | 960 (2022)                        | 102                | modifier les données · modifier les données |
| Saint-Hymer                               | 14593      | 14130                   | Lisieux        | Pont-l'Évêque                        | CC Terre d'Auge                   | 12,32            | 668 (2022)                        | 54                 | modifier les données · modifier les données |
| Saint-Jean-de-Livet                       | 14595      | 14100                   | Lisieux        | Mézidon Vallée d'Auge                | CA Lisieux Normandie              | 3,47             | 238 (2022)                        | 69                 | modifier les données · modifier les données |
| Saint-Jouin                               | 14598      | 14430                   | Lisieux        | Cabourg                              | CC Normandie-Cabourg-Pays d'Auge  | 5,03             | 280 (2022)                        | 56                 | modifier les données · modifier les données |
| Saint-Julien-sur-Calonne                  | 14601      | 14130                   | Lisieux        | Pont-l'Évêque                        | CC Terre d'Auge                   | 8,54             | 172 (2022)                        | 20                 | modifier les données · modifier les données |
| Saint-Lambert                             | 14602      | 14570                   | Caen           | Le Hom                               | CC Cingal-Suisse Normande         | 7,45             | 265 (2022)                        | 36                 | modifier les données · modifier les données |
| Saint-Laurent-de-Condel                   | 14603      | 14220                   | Caen           | Le Hom                               | CC Cingal-Suisse Normande         | 12,31            | 510 (2022)                        | 41                 | modifier les données · modifier les données |
| Saint-Laurent-sur-Mer                     | 14605      | 14710                   | Bayeux         | Trévières                            | CC Isigny-Omaha Intercom          | 3,90             | 262 (2022)                        | 67                 | modifier les données · modifier les données |
| Saint-Léger-Dubosq                        | 14606      | 14430                   | Lisieux        | Cabourg                              | CC Normandie-Cabourg-Pays d'Auge  | 4,06             | 239 (2022)                        | 59                 | modifier les données · modifier les données |
| Saint-Louet-sur-Seulles                   | 14607      | 14310                   | Vire           | Les Monts d'Aunay                    | CC Pré-Bocage Intercom            | 4,33             | 135 (2022)                        | 31                 | modifier les données · modifier les données |
| Saint-Loup-Hors                           | 14609      | 14400                   | Bayeux         | Bayeux                               | CC de Bayeux Intercom             | 5,29             | 521 (2022)                        | 98                 | modifier les données · modifier les données |
| Saint-Manvieu-Norrey                      | 14610      | 14740                   | Caen           | Thue et Mue                          | CU Caen la Mer                    | 8,28             | 2 141 (2022)                      | 259                | modifier les données · modifier les données |
| Saint-Marcouf                             | 14613      | 14330                   | Bayeux         | Trévières                            | CC Isigny-Omaha Intercom          | 5,03             | 86 (2022)                         | 17                 | modifier les données · modifier les données |
| Saint-Martin-aux-Chartrains               | 14620      | 14130                   | Lisieux        | Pont-l'Évêque                        | CC Terre d'Auge                   | 5,06             | 427 (2022)                        | 84                 | modifier les données · modifier les données |
| Saint-Martin-de-Bienfaite-la-Cressonnière | 14621      | 14290                   | Lisieux        | Livarot-Pays-d'Auge                  | CA Lisieux Normandie              | 11,55            | 530 (2022)                        | 46                 | modifier les données · modifier les données |
| Saint-Martin-de-Blagny                    | 14622      | 14710                   | Bayeux         | Trévières                            | CC Isigny-Omaha Intercom          | 8,89             | 120 (2022)                        | 13                 | modifier les données · modifier les données |
| Saint-Martin-de-la-Lieue                  | 14625      | 14100                   | Lisieux        | Lisieux                              | CA Lisieux Normandie              | 8,40             | 767 (2022)                        | 91                 | modifier les données · modifier les données |
| Saint-Martin-de-Mailloc                   | 14626      | 14100                   | Lisieux        | Mézidon Vallée d'Auge                | CA Lisieux Normandie              | 7,17             | 999 (2022)                        | 139                | modifier les données · modifier les données |
| Saint-Martin-de-May                       | 14408      | 14320                   | Caen           | Évrecy                               | CC Vallées de l'Orne et de l'Odon | 14,21            | 4 528 (2022)                      | 319                | modifier les données · modifier les données |
| Saint-Martin-de-Mieux                     | 14627      | 14700                   | Caen           | Falaise                              | CC du Pays de Falaise             | 10,12            | 391 (2022)                        | 39                 | modifier les données · modifier les données |
| Saint-Martin-des-Entrées                  | 14630      | 14400                   | Bayeux         | Bayeux                               | CC de Bayeux Intercom             | 5,99             | 760 (2022)                        | 127                | modifier les données · modifier les données |
| Saint-Omer                                | 14635      | 14220                   | Caen           | Le Hom                               | CC Cingal-Suisse Normande         | 8,07             | 190 (2022)                        | 24                 | modifier les données · modifier les données |
| Saint-Ouen-du-Mesnil-Oger                 | 14637      | 14670                   | Caen           | Troarn                               | CC Val ès dunes                   | 5,89             | 227 (2022)                        | 39                 | modifier les données · modifier les données |
| Saint-Ouen-le-Pin                         | 14639      | 14340                   | Lisieux        | Mézidon Vallée d'Auge                | CA Lisieux Normandie              | 5,59             | 256 (2022)                        | 46                 | modifier les données · modifier les données |
| Saint-Pair                                | 14640      | 14670                   | Caen           | Troarn                               | CC Val ès dunes                   | 3,28             | 245 (2022)                        | 75                 | modifier les données · modifier les données |
| Saint-Paul-du-Vernay                      | 14643      | 14490                   | Bayeux         | Trévières                            | CC Isigny-Omaha Intercom          | 15,13            | 830 (2022)                        | 55                 | modifier les données · modifier les données |
| Saint-Philbert-des-Champs                 | 14644      | 14130                   | Lisieux        | Pont-l'Évêque                        | CC Terre d'Auge                   | 12,03            | 650 (2022)                        | 54                 | modifier les données · modifier les données |
| Saint-Pierre-Azif                         | 14645      | 14950                   | Lisieux        | Pont-l'Évêque                        | CC Cœur Côte Fleurie              | 6,17             | 165 (2022)                        | 27                 | modifier les données · modifier les données |
| Saint-Pierre-Canivet                      | 14646      | 14700                   | Caen           | Falaise                              | CC du Pays de Falaise             | 7,01             | 461 (2022)                        | 66                 | modifier les données · modifier les données |
| Saint-Pierre-des-Ifs                      | 14648      | 14100                   | Lisieux        | Mézidon Vallée d'Auge                | CA Lisieux Normandie              | 11,16            | 453 (2022)                        | 41                 | modifier les données · modifier les données |
| Saint-Pierre-du-Bû                        | 14649      | 14700                   | Caen           | Falaise                              | CC du Pays de Falaise             | 7,39             | 442 (2022)                        | 60                 | modifier les données · modifier les données |
| Saint-Pierre-du-Fresne                    | 14650      | 14260                   | Vire           | Les Monts d'Aunay                    | CC Pré-Bocage Intercom            | 3,43             | 181 (2022)                        | 53                 | modifier les données · modifier les données |
| Saint-Pierre-du-Jonquet                   | 14651      | 14670                   | Caen           | Troarn                               | CC Val ès dunes                   | 8,17             | 291 (2022)                        | 36                 | modifier les données · modifier les données |
| Saint-Pierre-du-Mont                      | 14652      | 14450                   | Bayeux         | Trévières                            | CC Isigny-Omaha Intercom          | 4,96             | 73 (2022)                         | 15                 | modifier les données · modifier les données |
| Saint-Pierre-en-Auge                      | 14654      | 14140 14170             | Lisieux        | Livarot-Pays-d'Auge                  | CA Lisieux Normandie              | 144,97           | 7 265 (2022)                      | 50                 | modifier les données · modifier les données |
| Saint-Rémy                                | 14656      | 14570                   | Caen           | Le Hom                               | CC Cingal-Suisse Normande         | 7,52             | 982 (2022)                        | 131                | modifier les données · modifier les données |
| Saint-Samson                              | 14657      | 14670                   | Lisieux        | Troarn                               | CC Normandie-Cabourg-Pays d'Auge  | 3,66             | 313 (2022)                        | 86                 | modifier les données · modifier les données |
| Saint-Sylvain                             | 14659      | 14190                   | Caen           | Le Hom                               | CC Cingal-Suisse Normande         | 13,48            | 1 454 (2022)                      | 108                | modifier les données · modifier les données |
| Saint-Vaast-en-Auge                       | 14660      | 14640                   | Lisieux        | Cabourg                              | CC Normandie-Cabourg-Pays d'Auge  | 2,98             | 115 (2022)                        | 39                 | modifier les données · modifier les données |
| Saint-Vaast-sur-Seulles                   | 14661      | 14250                   | Bayeux         | Thue et Mue                          | CC Seulles Terre et Mer           | 4,25             | 159 (2022)                        | 37                 | modifier les données · modifier les données |
| Saint-Vigor-le-Grand                      | 14663      | 14400                   | Bayeux         | Bayeux                               | CC de Bayeux Intercom             | 9,70             | 2 533 (2022)                      | 261                | modifier les données · modifier les données |
| Sainte-Croix-sur-Mer                      | 14569      | 14480                   | Bayeux         | Courseulles-sur-Mer                  | CC Seulles Terre et Mer           | 2,08             | 244 (2022)                        | 117                | modifier les données · modifier les données |
| Sainte-Honorine-de-Ducy                   | 14590      | 14240                   | Bayeux         | Trévières                            | CC Isigny-Omaha Intercom          | 4,99             | 136 (2022)                        | 27                 | modifier les données · modifier les données |
| Sainte-Honorine-du-Fay                    | 14592      | 14210                   | Caen           | Évrecy                               | CC Vallées de l'Orne et de l'Odon | 7,56             | 1 333 (2022)                      | 176                | modifier les données · modifier les données |
| Sainte-Marguerite-d'Elle                  | 14614      | 14330                   | Bayeux         | Trévières                            | CC Isigny-Omaha Intercom          | 20,49            | 755 (2022)                        | 37                 | modifier les données · modifier les données |
| Sainte-Marie-Outre-l'Eau                  | 14619      | 14380                   | Vire           | Vire Normandie                       | CC Intercom de la Vire au Noireau | 5,75             | 128 (2022)                        | 22                 | modifier les données · modifier les données |
| Sallen                                    | 14664      | 14240                   | Bayeux         | Trévières                            | CC Isigny-Omaha Intercom          | 11,21            | 320 (2022)                        | 29                 | modifier les données · modifier les données |
| Sallenelles                               | 14665      | 14121                   | Lisieux        | Cabourg                              | CC Normandie-Cabourg-Pays d'Auge  | 1,25             | 290 (2022)                        | 232                | modifier les données · modifier les données |
| Sannerville                               | 14666      | 14940                   | Caen           | Troarn                               | CU Caen la Mer                    | 5,14             | 1 884 (2022)                      | 367                | modifier les données · modifier les données |
| Saon                                      | 14667      | 14330                   | Bayeux         | Trévières                            | CC Isigny-Omaha Intercom          | 5,24             | 223 (2022)                        | 43                 | modifier les données · modifier les données |
| Saonnet                                   | 14668      | 14330                   | Bayeux         | Trévières                            | CC Isigny-Omaha Intercom          | 5,34             | 328 (2022)                        | 61                 | modifier les données · modifier les données |
| Sassy                                     | 14669      | 14170                   | Caen           | Falaise                              | CC du Pays de Falaise             | 9,56             | 212 (2022)                        | 22                 | modifier les données · modifier les données |
| Seulline                                  | 14579      | 14260 14310             | Vire           | Les Monts d'Aunay                    | CC Pré-Bocage Intercom            | 31,67            | 1 309 (2022)                      | 41                 | modifier les données · modifier les données |
| Soignolles                                | 14674      | 14190                   | Caen           | Le Hom                               | CC Cingal-Suisse Normande         | 5,77             | 116 (2022)                        | 20                 | modifier les données · modifier les données |
| Soliers                                   | 14675      | 14540                   | Caen           | Évrecy                               | CU Caen la Mer                    | 5,08             | 2 190 (2022)                      | 431                | modifier les données · modifier les données |
| Sommervieu                                | 14676      | 14400                   | Bayeux         | Bayeux                               | CC de Bayeux Intercom             | 4,30             | 987 (2022)                        | 230                | modifier les données · modifier les données |
| Soulangy                                  | 14677      | 14700                   | Caen           | Falaise                              | CC du Pays de Falaise             | 7,18             | 250 (2022)                        | 35                 | modifier les données · modifier les données |
| Souleuvre en Bocage                       | 14061      | 14260 14350             | Vire           | Condé-en-Normandie                   | CC Intercom de la Vire au Noireau | 187,28           | 8 643 (2022)                      | 46                 | modifier les données · modifier les données |
| Soumont-Saint-Quentin                     | 14678      | 14420                   | Caen           | Falaise                              | CC du Pays de Falaise             | 6,87             | 635 (2022)                        | 92                 | modifier les données · modifier les données |
| Subles                                    | 14679      | 14400                   | Bayeux         | Bayeux                               | CC de Bayeux Intercom             | 2,44             | 675 (2022)                        | 277                | modifier les données · modifier les données |
| Sully                                     | 14680      | 14400                   | Bayeux         | Bayeux                               | CC de Bayeux Intercom             | 4,00             | 167 (2022)                        | 42                 | modifier les données · modifier les données |
| Surrain                                   | 14681      | 14710                   | Bayeux         | Trévières                            | CC Isigny-Omaha Intercom          | 7,08             | 142 (2022)                        | 20                 | modifier les données · modifier les données |
| Surville                                  | 14682      | 14130                   | Lisieux        | Pont-l'Évêque                        | CC Terre d'Auge                   | 4,80             | 474 (2022)                        | 99                 | modifier les données · modifier les données |
| Terres de Druance                         | 14357      | 14770                   | Vire           | Condé-en-Normandie                   | CC Intercom de la Vire au Noireau | 37,19            | 891 (2022)                        | 24                 | modifier les données · modifier les données |
| Tessel                                    | 14684      | 14250                   | Bayeux         | Thue et Mue                          | CC Seulles Terre et Mer           | 5,54             | 248 (2022)                        | 45                 | modifier les données · modifier les données |
| Thaon                                     | 14685      | 14610                   | Caen           | Thue et Mue                          | CU Caen la Mer                    | 8,30             | 1 851 (2022)                      | 223                | modifier les données · modifier les données |
| Le Theil-en-Auge                          | 14687      | 14130                   | Lisieux        | Honfleur-Deauville                   | CC du Pays de Honfleur-Beuzeville | 2,78             | 197 (2022)                        | 71                 | modifier les données · modifier les données |
| Thue et Mue                               | 14098      | 14210 14250 14740       | Caen           | Thue et Mue                          | CU Caen la Mer                    | 36,82            | 6 189 (2022)                      | 168                | modifier les données · modifier les données |
| Le Hom                                    | 14689      | 14220                   | Caen           | Le Hom                               | CC Cingal-Suisse Normande         | 46,93            | 3 593 (2022)                      | 77                 | modifier les données · modifier les données |
| Tilly-sur-Seulles                         | 14692      | 14250                   | Bayeux         | Thue et Mue                          | CC Seulles Terre et Mer           | 8,98             | 1 813 (2022)                      | 202                | modifier les données · modifier les données |
| Le Torquesne                              | 14694      | 14130                   | Lisieux        | Pont-l'Évêque                        | CC Terre d'Auge                   | 5,26             | 529 (2022)                        | 101                | modifier les données · modifier les données |
| Touffréville                              | 14698      | 14940                   | Lisieux        | Troarn                               | CC Normandie-Cabourg-Pays d'Auge  | 5,75             | 391 (2022)                        | 68                 | modifier les données · modifier les données |
| Touques                                   | 14699      | 14800                   | Lisieux        | Honfleur-Deauville                   | CC Cœur Côte Fleurie              | 8,13             | 3 857 (2022)                      | 474                | modifier les données · modifier les données |
| Tour-en-Bessin                            | 14700      | 14400                   | Bayeux         | Trévières                            | CC Isigny-Omaha Intercom          | 10,31            | 694 (2022)                        | 67                 | modifier les données · modifier les données |
| Tourgéville                               | 14701      | 14800                   | Lisieux        | Pont-l'Évêque                        | CC Cœur Côte Fleurie              | 12,01            | 846 (2022)                        | 70                 | modifier les données · modifier les données |
| Tournières                                | 14705      | 14330                   | Bayeux         | Trévières                            | CC Isigny-Omaha Intercom          | 3,41             | 147 (2022)                        | 43                 | modifier les données · modifier les données |
| Tourville-en-Auge                         | 14706      | 14130                   | Lisieux        | Pont-l'Évêque                        | CC Terre d'Auge                   | 3,16             | 258 (2022)                        | 82                 | modifier les données · modifier les données |
| Tourville-sur-Odon                        | 14707      | 14210                   | Caen           | Caen-1                               | CU Caen la Mer                    | 1,70             | 1 140 (2022)                      | 671                | modifier les données · modifier les données |
| Tracy-Bocage                              | 14708      | 14310                   | Vire           | Les Monts d'Aunay                    | CC Pré-Bocage Intercom            | 5,24             | 305 (2022)                        | 58                 | modifier les données · modifier les données |
| Tracy-sur-Mer                             | 14709      | 14117                   | Bayeux         | Bayeux                               | CC de Bayeux Intercom             | 3,72             | 348 (2022)                        | 94                 | modifier les données · modifier les données |
| Tréprel                                   | 14710      | 14690                   | Caen           | Falaise                              | CC du Pays de Falaise             | 5,40             | 109 (2022)                        | 20                 | modifier les données · modifier les données |
| Trévières                                 | 14711      | 14710                   | Bayeux         | Trévières                            | CC Isigny-Omaha Intercom          | 11,70            | 922 (2022)                        | 79                 | modifier les données · modifier les données |
| Troarn                                    | 14712      | 14670                   | Caen           | Troarn                               | CU Caen la Mer                    | 11,53            | 3 442 (2022)                      | 299                | modifier les données · modifier les données |
| Le Tronquay                               | 14714      | 14490                   | Bayeux         | Trévières                            | CC Isigny-Omaha Intercom          | 13,07            | 762 (2022)                        | 58                 | modifier les données · modifier les données |
| Trouville-sur-Mer                         | 14715      | 14360                   | Lisieux        | Honfleur-Deauville                   | CC Cœur Côte Fleurie              | 6,79             | 4 624 (2022)                      | 681                | modifier les données · modifier les données |
| Trungy                                    | 14716      | 14490                   | Bayeux         | Trévières                            | CC Isigny-Omaha Intercom          | 7,07             | 212 (2022)                        | 30                 | modifier les données · modifier les données |
| Urville                                   | 14719      | 14190                   | Caen           | Le Hom                               | CC Cingal-Suisse Normande         | 6,02             | 761 (2022)                        | 126                | modifier les données · modifier les données |
| Ussy                                      | 14720      | 14420                   | Caen           | Falaise                              | CC du Pays de Falaise             | 8,68             | 845 (2022)                        | 97                 | modifier les données · modifier les données |
| Vacognes-Neuilly                          | 14721      | 14210                   | Caen           | Évrecy                               | CC Vallées de l'Orne et de l'Odon | 7,90             | 680 (2022)                        | 86                 | modifier les données · modifier les données |
| Val d'Arry                                | 14475      | 14210 14310             | Vire           | Les Monts d'Aunay                    | CC Pré-Bocage Intercom            | 24,54            | 2 455 (2022)                      | 100                | modifier les données · modifier les données |
| Val de Drôme                              | 14672      | 14240 14350             | Vire           | Les Monts d'Aunay                    | CC Pré-Bocage Intercom            | 27,62            | 895 (2022)                        | 32                 | modifier les données · modifier les données |
| Val-de-Vie                                | 14576      | 14140                   | Lisieux        | Livarot-Pays-d'Auge                  | CA Lisieux Normandie              | 19,17            | 509 (2022)                        | 27                 | modifier les données · modifier les données |
| Valambray                                 | 14005      | 14190 14370 14540       | Caen           | Troarn                               | CC Val ès dunes                   | 41,16            | 1 672 (2022)                      | 41                 | modifier les données · modifier les données |
| Valdallière                               | 14726      | 14350 14410             | Vire           | Condé-en-Normandie                   | CC Intercom de la Vire au Noireau | 157,94           | 5 692 (2022)                      | 36                 | modifier les données · modifier les données |
| Valorbiquet                               | 14570      | 14290                   | Lisieux        | Livarot-Pays-d'Auge                  | CA Lisieux Normandie              | 28,66            | 2 465 (2022)                      | 86                 | modifier les données · modifier les données |
| Valsemé                                   | 14723      | 14340                   | Lisieux        | Mézidon Vallée d'Auge                | CC Terre d'Auge                   | 5,62             | 264 (2022)                        | 47                 | modifier les données · modifier les données |
| Varaville                                 | 14724      | 14390                   | Lisieux        | Cabourg                              | CC Normandie-Cabourg-Pays d'Auge  | 16,49            | 1 028 (2022)                      | 62                 | modifier les données · modifier les données |
| Vaucelles                                 | 14728      | 14400                   | Bayeux         | Bayeux                               | CC de Bayeux Intercom             | 3,56             | 600 (2022)                        | 169                | modifier les données · modifier les données |
| Vauville                                  | 14731      | 14800                   | Lisieux        | Pont-l'Évêque                        | CC Cœur Côte Fleurie              | 5,13             | 199 (2022)                        | 39                 | modifier les données · modifier les données |
| Vaux-sur-Aure                             | 14732      | 14400                   | Bayeux         | Bayeux                               | CC de Bayeux Intercom             | 7,60             | 284 (2022)                        | 37                 | modifier les données · modifier les données |
| Vaux-sur-Seulles                          | 14733      | 14400                   | Bayeux         | Bayeux                               | CC de Bayeux Intercom             | 6,56             | 322 (2022)                        | 49                 | modifier les données · modifier les données |
| Vendes                                    | 14734      | 14250                   | Bayeux         | Thue et Mue                          | CC Seulles Terre et Mer           | 3,47             | 335 (2022)                        | 97                 | modifier les données · modifier les données |
| Vendeuvre                                 | 14735      | 14170                   | Caen           | Livarot-Pays-d'Auge                  | CC du Pays de Falaise             | 26,31            | 802 (2022)                        | 30                 | modifier les données · modifier les données |
| Ver-sur-Mer                               | 14739      | 14114                   | Bayeux         | Courseulles-sur-Mer                  | CC Seulles Terre et Mer           | 9,01             | 1 622 (2022)                      | 180                | modifier les données · modifier les données |
| Versainville                              | 14737      | 14700                   | Caen           | Falaise                              | CC du Pays de Falaise             | 7,70             | 508 (2022)                        | 66                 | modifier les données · modifier les données |
| Verson                                    | 14738      | 14790                   | Caen           | Caen-1                               | CU Caen la Mer                    | 10,36            | 3 927 (2022)                      | 379                | modifier les données · modifier les données |
| La Vespière-Friardel                      | 14740      | 14290                   | Lisieux        | Livarot-Pays-d'Auge                  | CA Lisieux Normandie              | 18,04            | 1 181 (2022)                      | 65                 | modifier les données · modifier les données |
| Le Vey                                    | 14741      | 14570                   | Caen           | Le Hom                               | CC Cingal-Suisse Normande         | 3,53             | 130 (2022)                        | 37                 | modifier les données · modifier les données |
| Vicques                                   | 14742      | 14170                   | Caen           | Falaise                              | CC du Pays de Falaise             | 2,66             | 69 (2022)                         | 26                 | modifier les données · modifier les données |
| Victot-en-Auge                            | 14743      | 14430                   | Lisieux        | Mézidon Vallée d'Auge                | CC Normandie-Cabourg-Pays d'Auge  | 14,14            | 131 (2022)                        | 9,3                | modifier les données · modifier les données |
| Vienne-en-Bessin                          | 14744      | 14400                   | Bayeux         | Bayeux                               | CC de Bayeux Intercom             | 4,10             | 266 (2022)                        | 65                 | modifier les données · modifier les données |
| Vierville-sur-Mer                         | 14745      | 14710                   | Bayeux         | Trévières                            | CC Isigny-Omaha Intercom          | 6,41             | 232 (2022)                        | 36                 | modifier les données · modifier les données |
| Vieux                                     | 14747      | 14930                   | Caen           | Évrecy                               | CC Vallées de l'Orne et de l'Odon | 5,50             | 710 (2022)                        | 129                | modifier les données · modifier les données |
| Vieux-Bourg                               | 14748      | 14130                   | Lisieux        | Pont-l'Évêque                        | CC Terre d'Auge                   | 1,30             | 91 (2022)                         | 70                 | modifier les données · modifier les données |
| Vignats                                   | 14751      | 14700                   | Caen           | Falaise                              | CC du Pays de Falaise             | 8,80             | 285 (2022)                        | 32                 | modifier les données · modifier les données |
| Villers-Bocage                            | 14752      | 14310                   | Vire           | Les Monts d'Aunay                    | CC Pré-Bocage Intercom            | 5,76             | 3 113 (2022)                      | 540                | modifier les données · modifier les données |
| Villers-Canivet                           | 14753      | 14420                   | Caen           | Falaise                              | CC du Pays de Falaise             | 12,24            | 725 (2022)                        | 59                 | modifier les données · modifier les données |
| Villers-sur-Mer                           | 14754      | 14640                   | Lisieux        | Pont-l'Évêque                        | CC Cœur Côte Fleurie              | 8,99             | 2 437 (2022)                      | 271                | modifier les données · modifier les données |
| Villerville                               | 14755      | 14113                   | Lisieux        | Honfleur-Deauville                   | CC Cœur Côte Fleurie              | 3,30             | 606 (2022)                        | 184                | modifier les données · modifier les données |
| La Villette                               | 14756      | 14570                   | Vire           | Condé-en-Normandie                   | CC Intercom de la Vire au Noireau | 9,74             | 222 (2022)                        | 23                 | modifier les données · modifier les données |
| Villons-les-Buissons                      | 14758      | 14610                   | Caen           | Caen-2                               | CU Caen la Mer                    | 3,76             | 834 (2022)                        | 222                | modifier les données · modifier les données |
| Villy-Bocage                              | 14760      | 14310                   | Vire           | Les Monts d'Aunay                    | CC Pré-Bocage Intercom            | 11,39            | 709 (2022)                        | 62                 | modifier les données · modifier les données |
| Villy-lez-Falaise                         | 14759      | 14700                   | Caen           | Falaise                              | CC du Pays de Falaise             | 4,95             | 269 (2022)                        | 54                 | modifier les données · modifier les données |
| Vimont                                    | 14761      | 14370                   | Caen           | Troarn                               | CC Val ès dunes                   | 8,96             | 884 (2022)                        | 99                 | modifier les données · modifier les données |
| Vire Normandie                            | 14762      | 14500                   | Vire           | Vire Normandie                       | CC Intercom de la Vire au Noireau | 138,52           | 17 411 (2022)                     | 126                | modifier les données · modifier les données |
| Calvados                                  | 14         |                         |                |                                      |                                   | 5 548,00         | 704 605 (2022)                    | 127                | modifier les données                        |